# Koszalin
Koszalin (kasz. Kòszalëno, niem. Köslin) – miasto na prawach powiatu w północno-zachodniej Polsce, położone w województwie zachodniopomorskim, nad rzeką Dzierżęcinką, nad jeziorami: Jamno i Lubiatowo Północne. Siedziba powiatu koszalińskiego, sądu okręgowego, wydziału zamiejscowego urzędu marszałkowskiego i delegatury urzędu wojewódzkiego. Według danych GUS z 31 grudnia 2024 r. Koszalin liczył 105 263 mieszkańców, a gęstość zaludnienia wynosiła 997 os./km².
W roku 2021 nastąpiła zmiana powierzchni kraju (związana z dostosowaniem granic jednostek terytorialnych do linii podstawowej morza terytorialnego) oraz zmiana podziału administracyjnego kraju. Skutkiem tych zmian był przyrost powierzchni kilku miast na prawach powiatu, w tym także Koszalin zyskał 723 ha przez przyłączenie terenów z gmin Biesiekierz i Manowo do miasta.
Miasto jest znaczącym ośrodkiem kulturalnym – działają tu teatry, kina, filharmonia, amfiteatr oraz muzea. Jest także siedzibą lokalnych mediów. W Koszalinie znajduje się również kuria diecezji koszalińsko-kołobrzeskiej. Koszalin jest największym miastem regionu środkowopomorskiego.
Centrum miasta znajduje się ok. 11 km od Morza Bałtyckiego. Obszar miasta sięga południowego brzegu nadmorskiego jeziora Jamno.

## Położenie

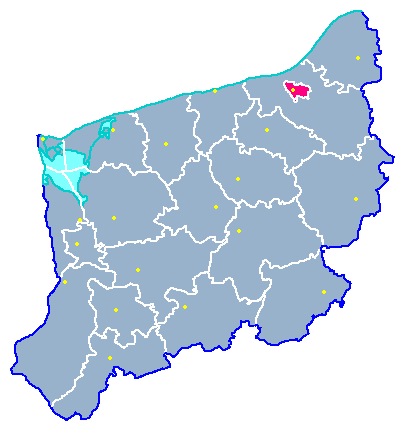
Koszalin pośród powiatów na mapie województwa (2009)

Według regionalizacji fizycznogeograficznej Polski miasto położone jest na pograniczu trzech mezoregionów: Wybrzeża Koszalińskiego, Równiny Białogardzkiej i Równiny Słupskiej, stanowiących część makroregionu Pobrzeża Koszalinskiego. Po zmianach granic w 2010 roku miasto leży nad jeziorem Jamno.
Powierzchnia miasta wynosi 105,905 km² (stan na 20 stycznia 2023).
Historycznie Koszalin jest położony na Pomorzu Zachodnim. W latach 1815–1945 miasto było siedzibą rejencji koszalińskiej. W latach 1946–1950 znajdowało się w województwie szczecińskim. Od 1950 do 1998 roku miasto było stolicą województwa koszalińskiego. Od 1999 roku leży w północnej części województwa zachodniopomorskiego.
Dzielnice i osiedla w Koszalinie: 4 Marca, Akademickie, Kędzierzyn, Przylesie, Unii Europejskiej, Zagórzyno, Lechitów, Wenedów, Na Skarpie, Rokosowo, Bukowe, Chełmoniewo, Dzierżęcino, Lubiatowo, Raduszka.
Dawne miejscowości stanowiące obecnie części miasta: Jamno, Łabusz, Sarzyno, Wilkowo, Żabowo, Kretomino, część Starych Bielic.

## Historia

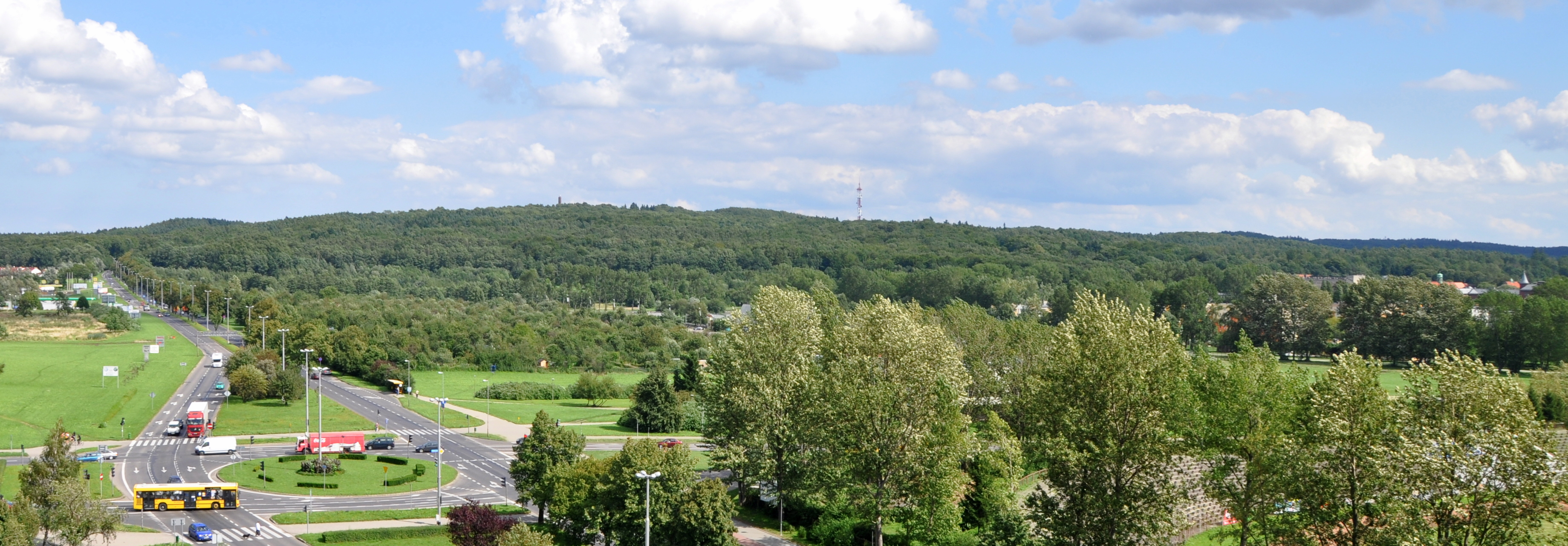
Góra Chełmska

W 1214 r. książę pomorski Bogusław II nadał wieś Koszalin (łac. Cossalitz), koło Góry Chełmskiej, w ziemi kołobrzeskiej klasztorowi w Białobokach k. Trzebiatowa.
W 1248 r. wschodnia część ziemi kołobrzeskiej z Koszalinem przeszła na własność biskupów pomorskich (kamieńskich), dając początek biskupiemu księstwu kamieńskiemu. 23 maja 1266 r. biskup Herman von Gleichen lokował miasto na prawie lubeckim, nadając mu okoliczne wsie i liczne przywileje i ustanawiając w nim swoją główną rezydencję oraz stolicę biskupiego księstwa kamieńskiego.
Nabywając wieś Jamno (1331), część jeziora Jamno wraz z mierzeją i grodem Unieście (1353) Koszalin uzyskał bezpośredni dostęp do morza, uczestnicząc intensywnie w następnych wiekach w handlu morskim jako członek Hanzy. Prowadziło to do zatargów z Kołobrzegiem i Darłowem – m.in. w 1446 doszło do wygranej bitwy z Kołobrzegiem. W 1516 wprowadzono zakaz kupowania towarów od osób, które mówiły językiem słowiańskim. Zarazy i wojna trzydziestoletnia zmniejszyły znaczenie miasta – w 1535 na dżumę zmarło 1,5 tys. z 2,5 tys. mieszkańców.

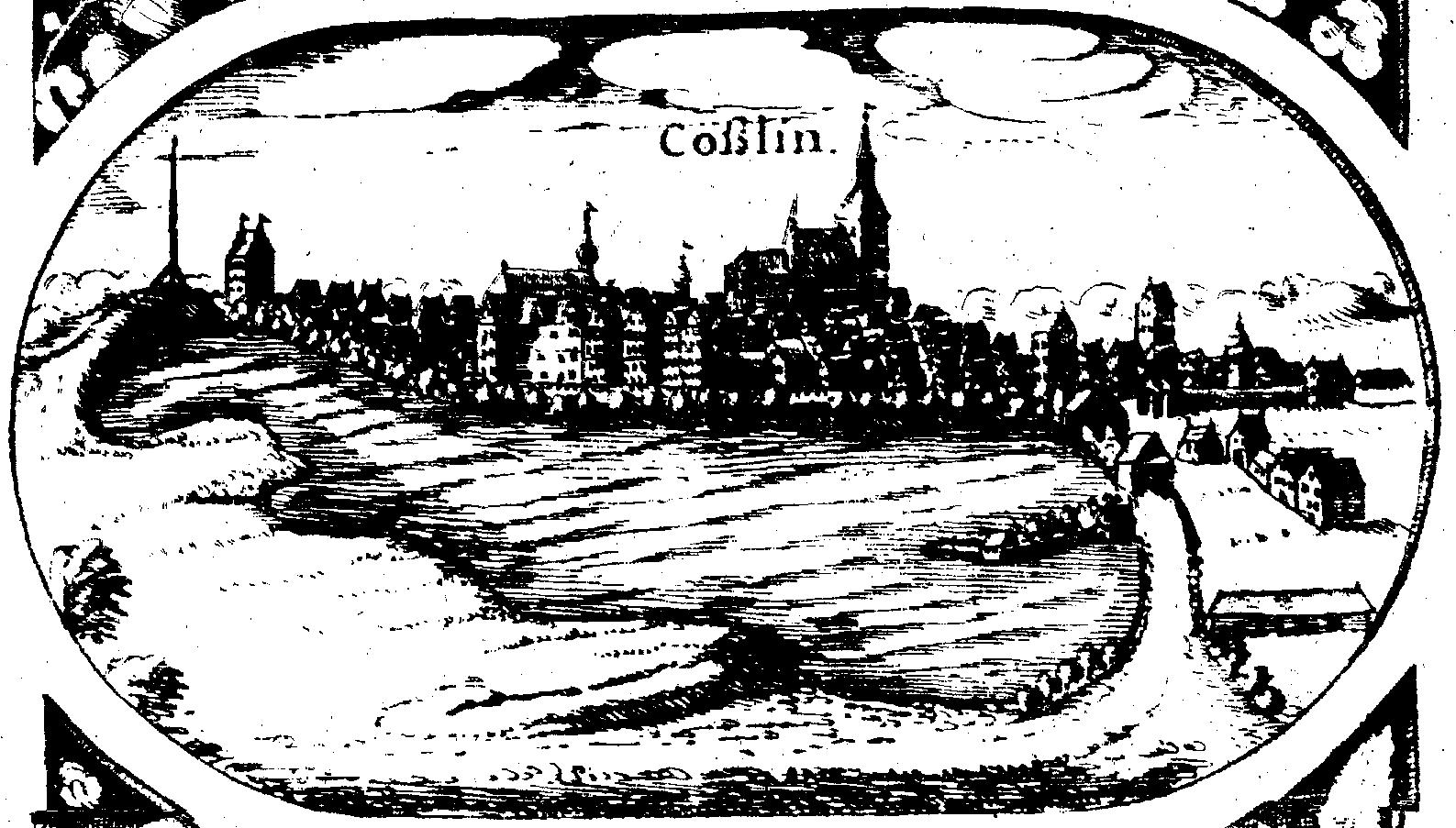
Koszalin na mapie Lubinusa z XVII w.

W 1582 roku ukończono budowę zamku-rezydencji książąt pomorskich.
Po wymarciu książąt pomorskich w 1637 r. miasto dostało się w ręce kuzyna Gryfitów – Ernesta Bogusława de Croy, a następnie margrabiów brandenburskich.
W 1690 wielki sztorm zamulił Jamieński Nurt, co zakończyło funkcjonowanie miasta jako portu morskiego. Prawie całe miasto spłonęło w pożarze w 1718 r. i od tego czasu miasto rozwijało się bardzo powoli. W 1816 r. w Koszalinie umieszczono stolicę rejencji koszalińskiej (obok szczecińskiej i stralsundskiej) wchodzącej w skład prowincji Pomorze państwa pruskiego. Miasto stało się w tym samym roku również siedzibą powiatu Fürstenthum, w 1872 przemianowanego na powiat Köslin.

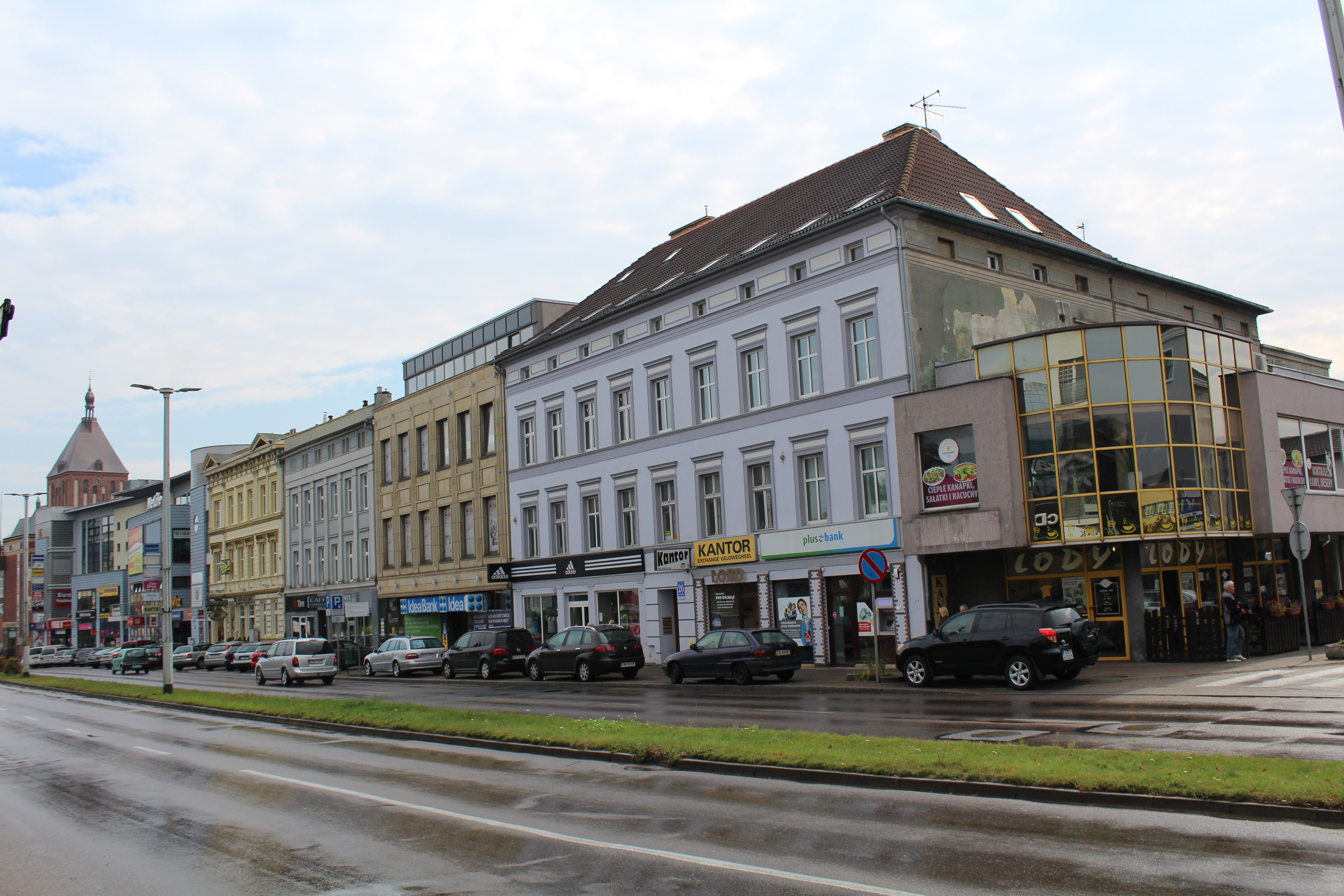
Kamienice z XIX wieku przy ul. Zwycięstwa

1 kwietnia 1932 miasto wyłączono z powiatu Koszalin i przekształcono w powiat grodzki (Stadtkreis).

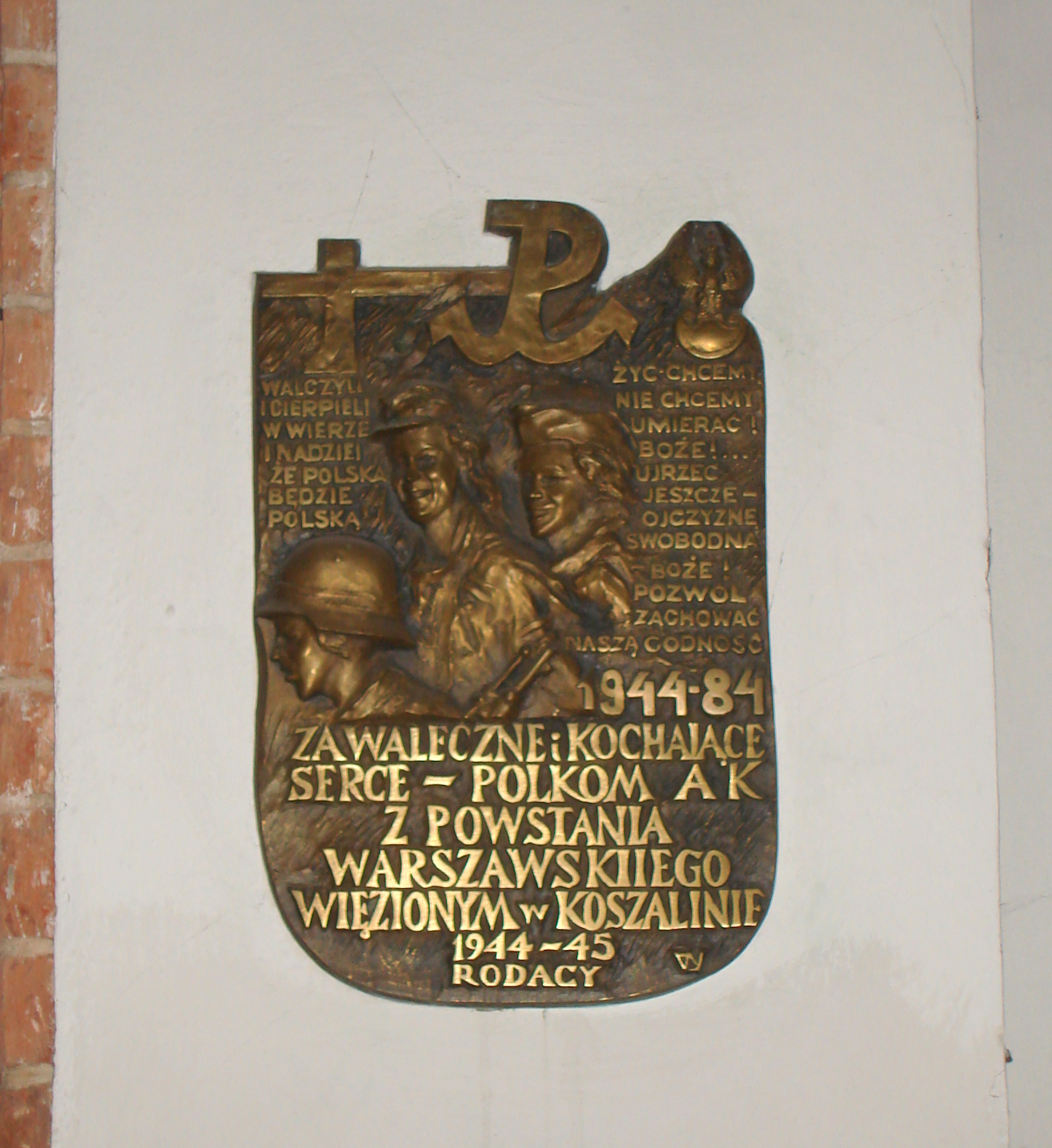
Tablica upamiętniająca Polki z Armii Krajowej więzione w Koszalinie po upadku powstania warszawskiego

Podczas II wojny światowej Okręg Pomorze Armii Krajowej zorganizował komórkę AK w Koszalinie o kryptonimie „Korona”, i była w mieście obecna także organizacja Odra. Polski ruch oporu w Koszalinie szpiegował niemieckie działania oraz dystrybuował polską prasę podziemną. W Koszalinie Niemcy utworzyli kilka obozów pracy przymusowej, w tym podobóz obozu jenieckiego Stalag II B. Robotnikami przymusowymi w Koszalinie byli głównie Polacy, stanowiąc nawet do 10% populacji miasta. Było w Koszalinie także nazistowskie więzienie z kilkoma podobozami pracy przymusowej w innych lokalizacjach na Pomorzu. 4 marca 1945 miasto zajęła Armia Czerwona (3 Korpus Pancerny Gwardii generała Aleksieja Panfiłowa), radzieckim wojennym komendantem miasta został major Woronkow. Miasto zostało zburzone w 40%.
Na mocy ustaleń konferencji w Poczdamie Koszalin znalazł się w Polsce. 28 lipca 1945 roku władza w mieście została przekazana reprezentantowi Polski Alfonsowi Kaczmarkowi. W lipcu 1945 r. administracja polska rozpoczęła proces wysiedlania dotychczasowych mieszkańców miasta do Niemiec. 9 maja przybył z Gniezna pierwszy transport 500 polskich osadników. Niemców wysiedlono z Koszalina ostatecznie do końca 1947 r.

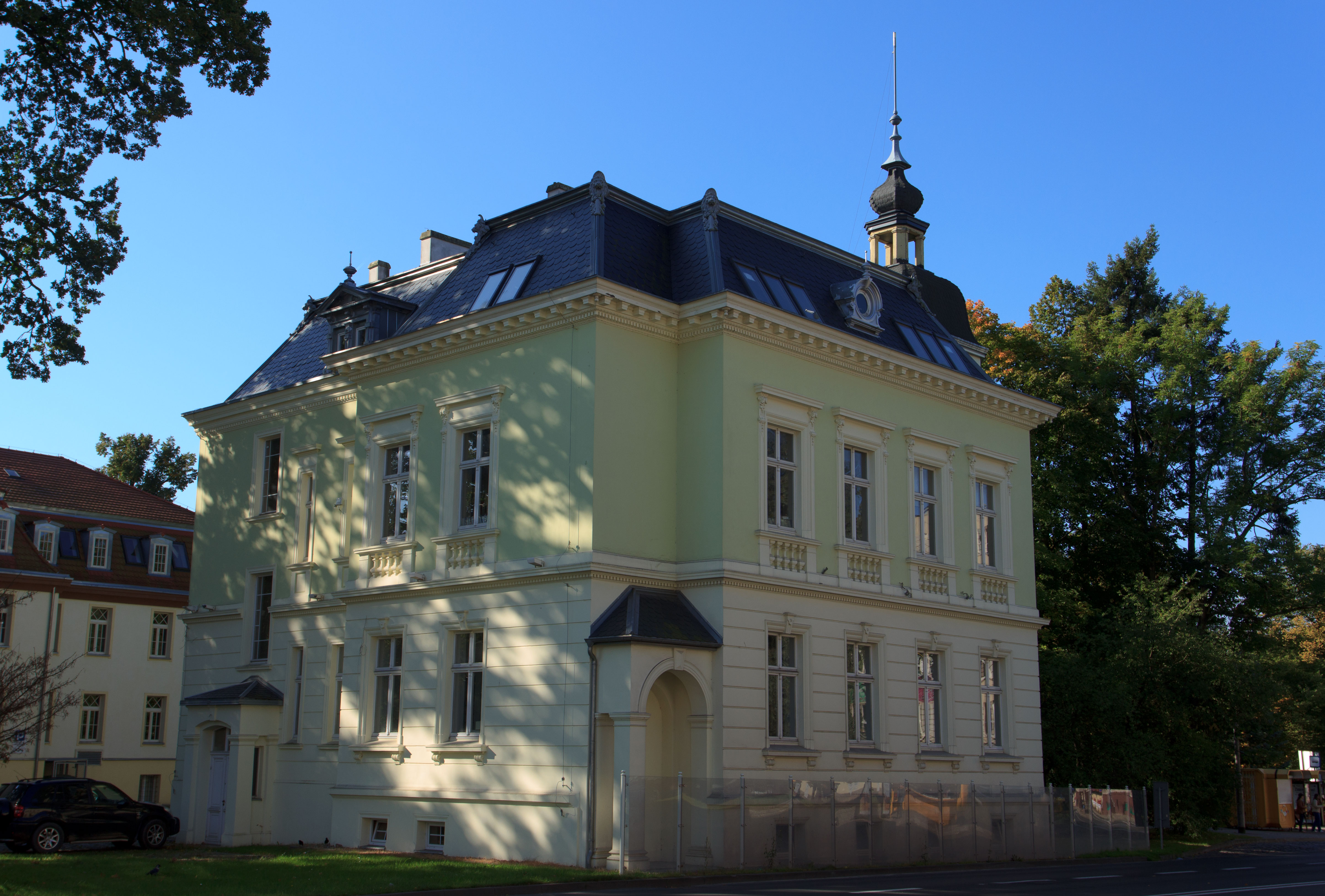
Dawna willa TPPR

W 1945 r. władze dwa razy przenosiły siedzibę administracyjną pierwszego województwa szczecińskiego (Pomorze Zachodnie) między Koszalinem i Szczecinem (19 maja – 9 czerwca; 19 czerwca – 5 lipca). W 1950 r. podzielono województwo na województwo szczecińskie i województwo koszalińskie. Koszalin był w latach 1950–1975 stolicą „dużego” województwa koszalińskiego (jednego z 17) oraz w latach 1975–1998 siedzibą władz „małego” województwa koszalińskiego (jednego z 49). W latach 1946–1954 siedziba wiejskiej gminy Koszalin.
We wrześniu 1954 roku na placu A. Lampego (obecnie pl. Andersa) odsłonięto przy udziale członka Rady Państwa Stefana Matuszewskiego Pomnik Wdzięczności Armii Czerwonej projektu prof. Józefa Różyckiego.
4 lutego 1954 r. do Koszalina przyłączono obręb Rokosowo.
31 grudnia 1959 r. do Koszalina przyłączono tereny zakładu remontowo-montażowego z Chełmoniewa o powierzchni 3,31 ha.
W 1980 roku odsłonięto popiersie gen. Karola Świerczewskiego (przy ul. Świerczewskiego; ob. ul. Dworcowa).
1 stycznia 1989 r. powiększono obszar Koszalina o tereny o łącznej powierzchni 17,875 km², przyłączając wsie: Lubiatowo, Chełmoniewo, Dzierżęcino, Wilkowo, Sarzyno, Raduszka, część wsi Konikowo oraz pomniejsze działki przygranicznych wsi.
W wyniku reformy administracyjnej z 1998 Koszalin znalazł się w województwie zachodniopomorskim, mimo że część mieszkańców – głównie z Koszalina – opowiadała się za utworzeniem województwa środkowopomorskiego (pokrywającego się w części z dawnym woj. koszalińskim, istniejącym w latach 1950–1975).
1 stycznia 2010 roku zmianie uległy granice miasta, przyłączono tereny o powierzchni 15,01 km², w kierunku północnym, wraz z dawnymi wsiami Jamno i Łabusz.
1 stycznia 2023 roku zmianie uległy granice miasta, przyłączono tereny o powierzchni 723 hektarów wraz z dawną wsią Kretomino (19 ulic) i częścią Starych Bielic (17 ulic). Miasto Koszalin zyskało około 1700 nowych mieszkańców. 24 listopada 2022 roku, Rada Miejska w Koszalinie wydała uchwałę numer LV/816/2022 (opublikowaną w Dzienniku Urzędowym Województwa Zachodniopomorskiego) o zmianie nazw ulic z przyłączanych do Miasta terenów. Zmieniono 35 nazw ulic, w obrębie przyłączonych terenów ze Starych Bielic: „Czeremchowa” na „Pistacjowa”, „Dereniowa” na „Melonowa”, „Jabłoniowa” na „Gruszkowa”, „Jarzębinowa” na „Arbuzowa”, „Koszalińska na „Szczecińska”, „Księżycowa” na „Śnieżna”, „Leszczynowa” na „Buczynowa”, „Leśna” na „Urocza”, „Letnia” na „Babiego Lata”, „Morelowa” na „Mirabelkowa”, „Orzechowa” na „Arachidowa”, „Pogodna” na „Zimowa”, „Słoneczna” na „Klimatyczna”, „Strefowa” na „Dyniowa”, „Śliwkowa” na „Cytrynowa”, „Tęczowa” na „Barwna”, „Wiosenna” na „Pastelowa”, w obrębie przyłączonych terenów z Kretomina zmieniono nazwy ulic: „Aroniowa” na „Astrów”, „Boczna” na „Podgrzybków”, „Czereśniowa” na „Szałwiowa”, „Jeżynowa” na „Kurek”, „Koszalińska” na „Gnieźnieńska”, „Kwiatowa” na „Forsycji”, „Malinowa” na „Cyklamenów”, „Niezapominajek” na „Frezji”, „Polna” na „Drzewna”, „Południowa” na „Firletki”, „Poziomkowa” na „Miętowa”, „Pszeniczna” na „Kaszmirowa”, „Słoneczna” na „Arniki”, „Śliwkowa” na „Tymiankowa”, „Truskawkowa” na „Koperkowa”, „Wiśniowa” na „Rozmarynowa”, „Zachodnia” na „Jemiołuszek”, „Żurawinowa” na „Werbeny”.

## Środowisko naturalne
| Rodzaj                       | Powierzchnia | %      |
| ---------------------------- | ------------ | ------ |
| Użytki rolne                 | 2119 ha      | 25,47% |
| Lasy i grunty leśne          | 3393 ha      | 40,78% |
| Pozostałe grunty i nieużytki | 2808 ha      | 33,75% |
| Razem (Σ)                    | 8 320 ha     | 100%   |

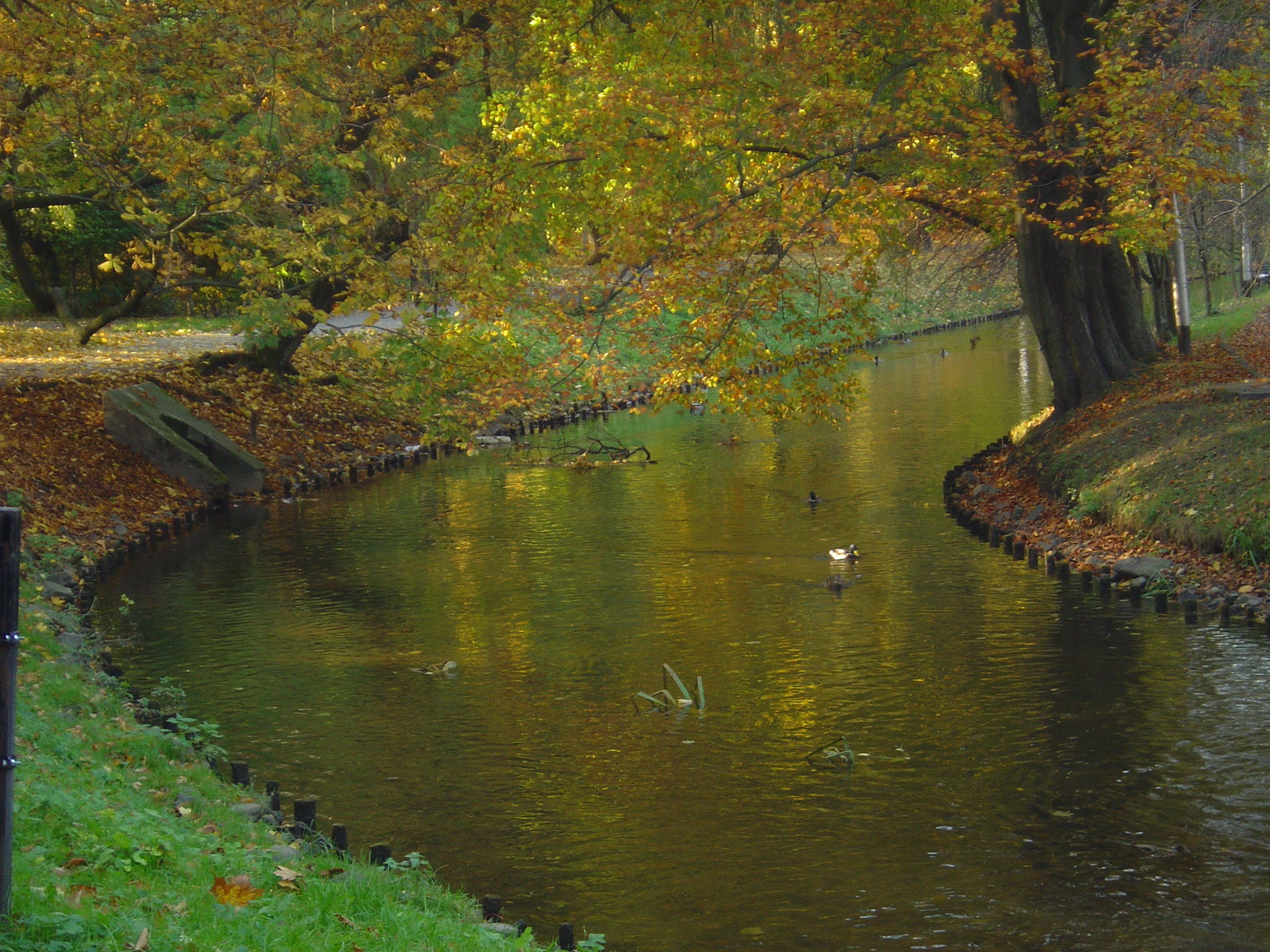
Dzierżęcinka w Koszalinie

Obszar miasta znajduje się w dorzeczu Dzierżęcinki, Unieści i Parsęty. Z Góry Chełmskiej spływa strumień Grodna. Na południowym obszarze miasta znajduje się potok Raduszka, którego wody płyną w dwóch kierunkach: do Dzierżęcinki oraz do strugi Czarnej (jej odcinek stanowi południową granicę miasta).
W granicach administracyjnych miasta w 2005 roku powierzchnia lasów wynosiła 3393 ha, a użytków rolnych 2119 ha.
Na leżącym w granicach miasta wale morenowym Góry Chełmskiej znajduje się kilka wzniesień, z których najwyższa jest Krzyżanka, następnie Krzywogóra, Leśnica, Lisica.

### Klimat
Klimat obszaru Koszalina kształtują masy powietrza napływające znad Oceanu Atlantyckiego, których cechy ulegają modyfikacji za sprawą sąsiedztwa Morza Bałtyckiego i deniwelacji terenu na granicy Pobrzeża Południowobałtyckiego i Pojezierza Pomorskiego. Najmniej opadów notuje się w lutym i marcu, a najwięcej w lipcu. Na terenie obszaru Koszalina zdecydowanie przeważają wiatry wiejące z kierunków południowo-zachodnich (sektor W–SE). W miesiącach zimowych wieją wiatry zachodnie i południowo-zachodnie, które przynoszą odwilż. Na wiosnę wieją wiatry północne i północno-wschodnie, przynoszące pogodę dość suchą i silnie skontrastowaną termicznie. W lecie przeważają chłodne wiatry zachodnie i północno-zachodnie, przynoszące wilgotne i deszczowe masy powietrza polarno-morskiego. Zima jest łagodna i krótka; przeciętna temperatura powietrza jest ujemna tylko w styczniu i lutym. Wiosna jest relatywnie długa i chłodna. Również lato jest chłodniejsze niż w Polsce centralnej, lecz różnice te są mniejsze aniżeli wiosną. Szczególnie charakterystyczna jest niewielka liczba dni gorących. Jesień jest długa i ciepła, znacznie cieplejsza od wiosny.
| Miesiąc                     | Sty | Lut | Mar | Kwi | Maj | Czer | Lip | Sie | Wrz | Paź | Lis | Gru | Rocznie |
| --------------------------- | --- | --- | --- | --- | --- | ---- | --- | --- | --- | --- | --- | --- | ------- |
| Śr. wysoka temperatura [°C] | 1   | 1   | 5   | 10  | 15  | 18   | 20  | 20  | 16  | 12  | 6   | 2   | 10      |
| Śr. niska temperatura [°C]  | −2  | −3  | 0   | 2   | 7   | 11   | 12  | 12  | 10  | 6   | 2   | 0   | 5       |
| Opady [mm]                  | 46  | 38  | 38  | 43  | 51  | 66   | 89  | 86  | 76  | 63  | 58  | 53  | 709     |

### Przyroda

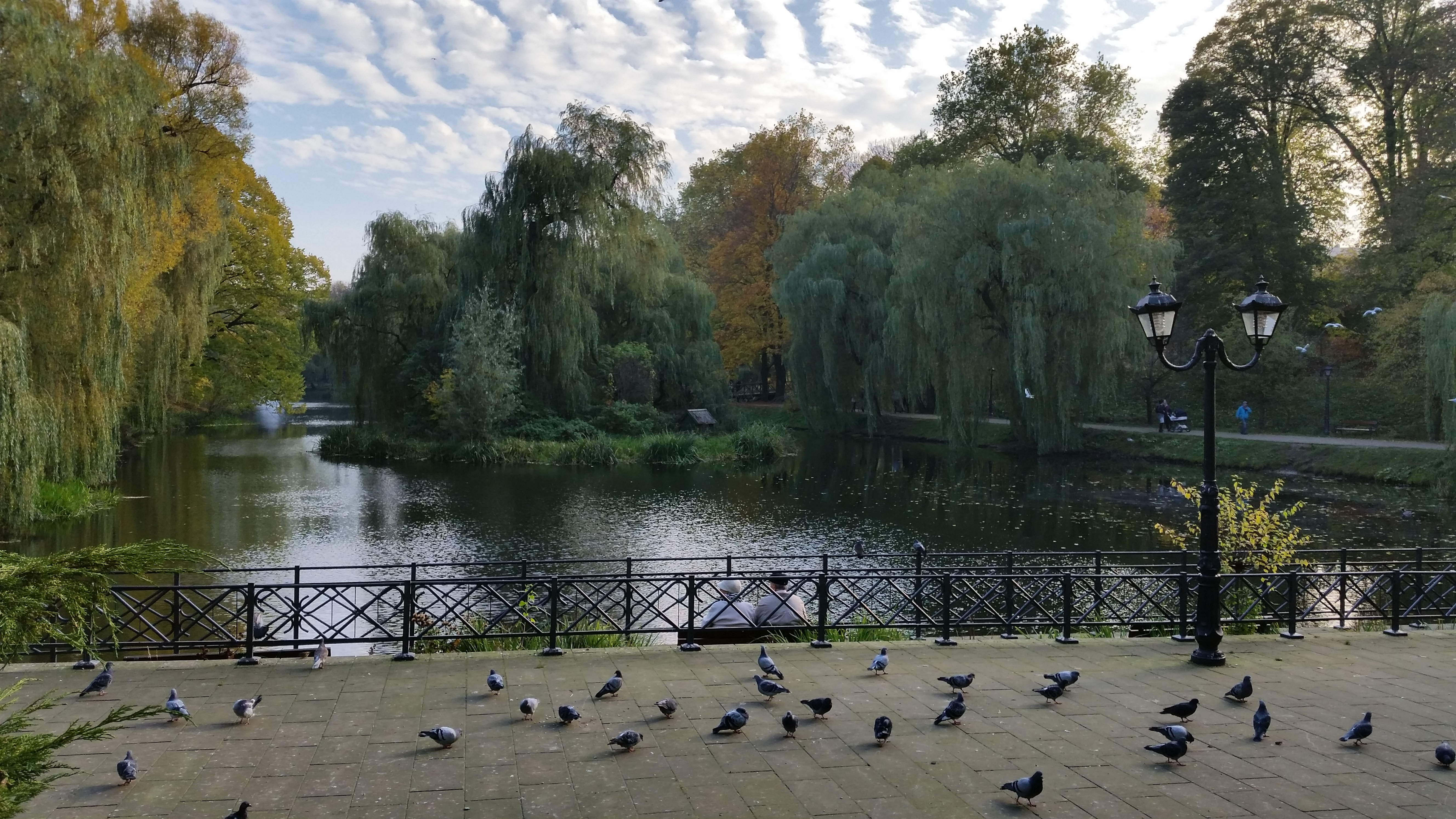
Zabytkowy Park Książąt Pomorskich

Dużą powierzchnię miasta (40,78%) zajmują tereny zielone: Park im. Książąt Pomorskich, Las komunalny na masywie Góry Chełmskiej, Las Bukowy i wiele innych mniejszych parków oraz terenów zielonych.
Północna część miasta została objęta Koszalińskim Pasem Nadmorskim, który jest obszarem chronionego krajobrazu. W północno-zachodniej części Koszalina znajduje się większa część Bukowego Lasu Górki, będącego obszarem mającym znaczenie dla Wspólnoty (Natura 2000). Na terenie Koszalina znajduje się część jeziora Lubiatowo Północne ze ścisłym rezerwatem przyrody, rezerwat glebowy Bielica, zespół przyrodniczo-krajobrazowy Dolina Grabowa.

## Architektura

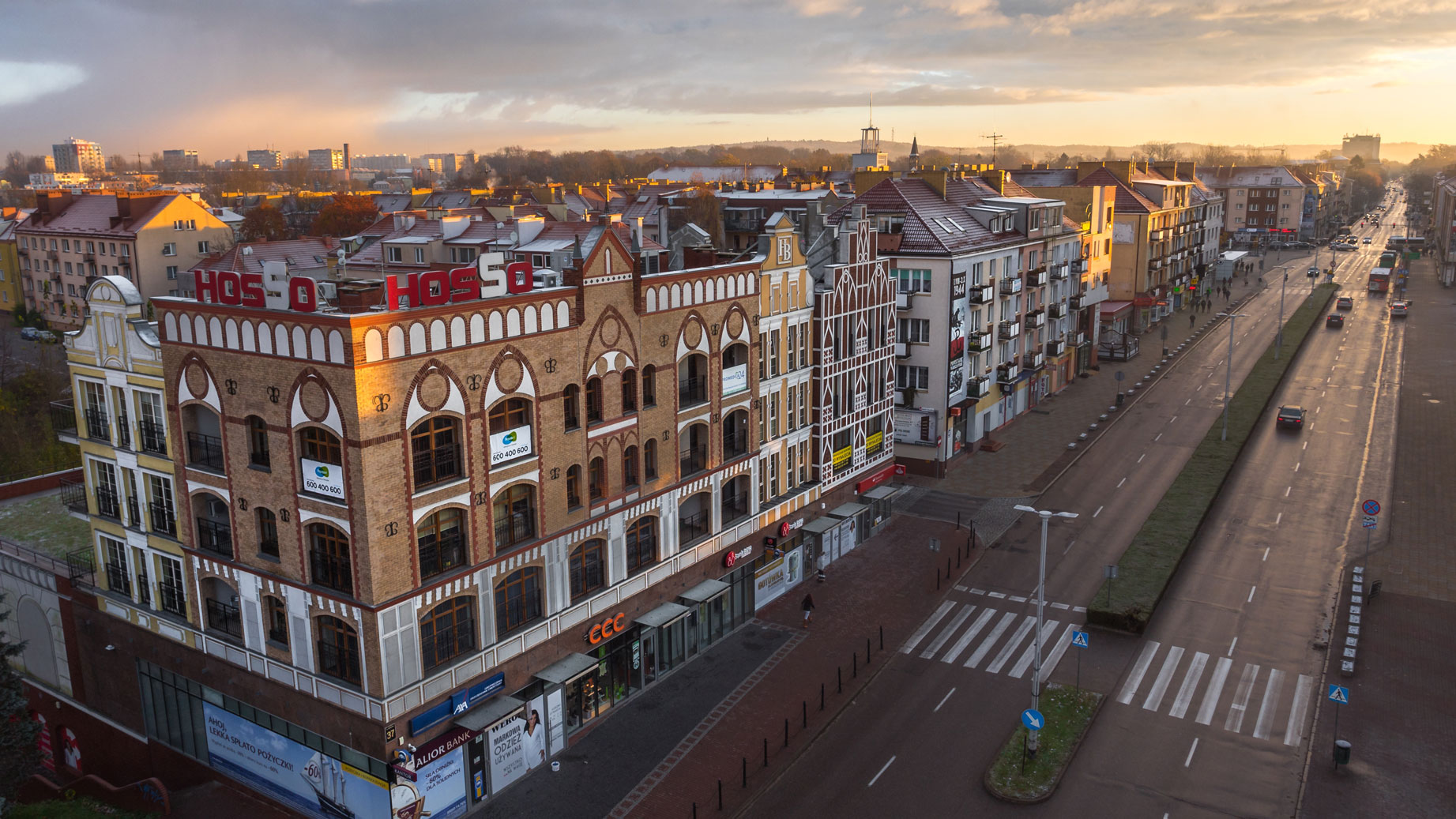
Nowa zabudowa miasta

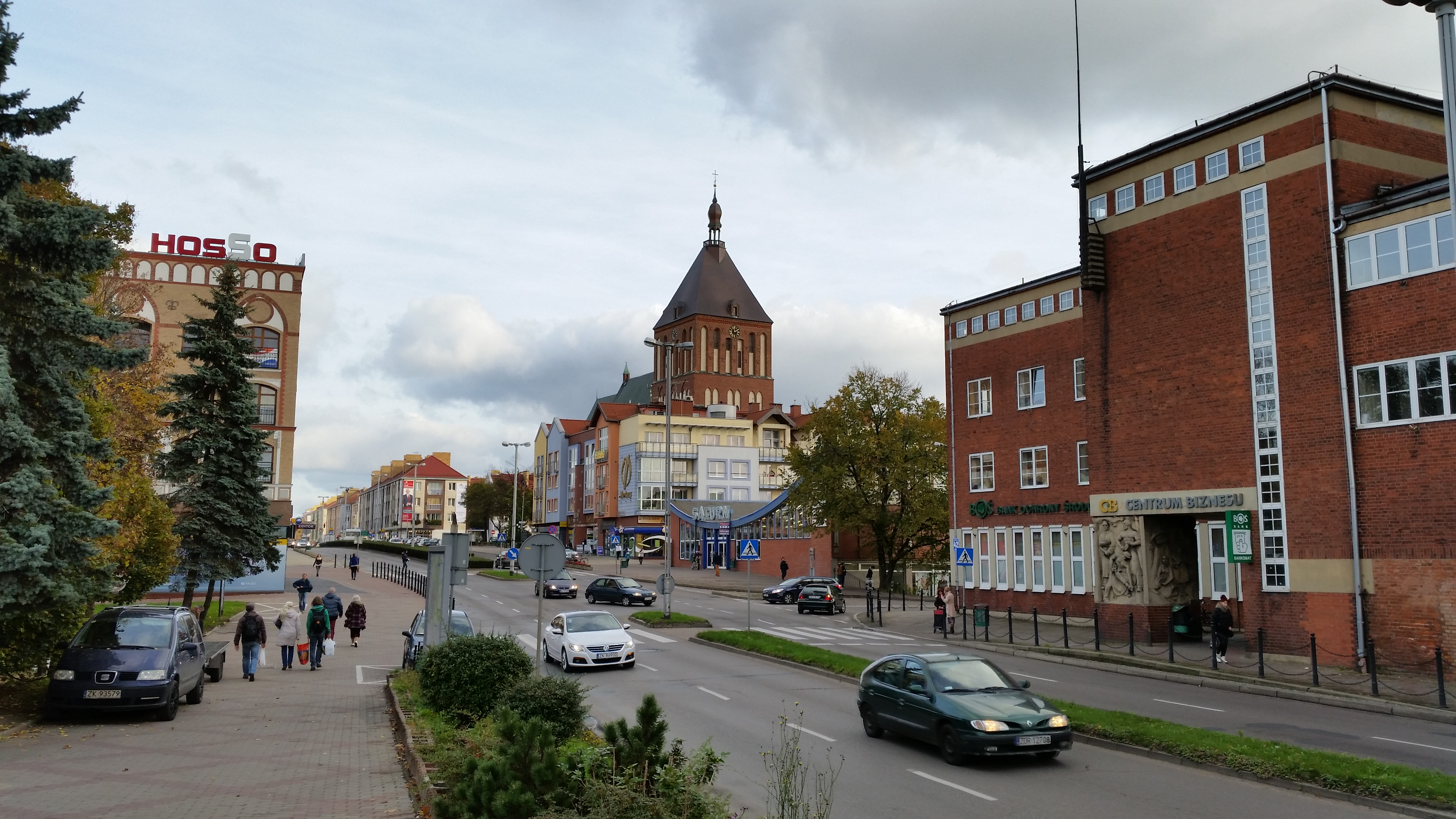
Koszalin, ul. Zwycięstwa – w głębi widoczna Katedra

### Układ urbanistyczny
Koszalin posiada koncentryczny układ miasta, który tworzy siatka ulic obiegających najstarszą część miasta i ulic łączących śródmieście z pozostałymi obszarami. Początkowo miasto od swego średniowiecznego jądra rozwijało się przestrzennie w kierunku zachodnim (za Bramą Nową), północnym (za Bramą Młyńską) i południowym (za Bramą Wysoką), a od lat 20. XIX w., po rozbiórce murów miejskich, najpierw głównie w kierunku wschodnim, a następnie we wszystkich pozostałych. Od lat 60. XX w. w następstwie uzyskania przez Koszalin statusu miasta wojewódzkiego nastąpiła ekspansja układu miejskiego na północ wzdłuż osi ul. Władysława IV, gdzie powstał zespół osiedli blokowych, a następnie na wschód i południe. W 1989 r. wskutek przyłączenia obszarów okolicznych wsi w granicach miasta znalazły się obszary niezurbanizowane. Wokół dawnych wsi powstaje zabudowa jednorodzinna, w dużej mierze rozproszona.
W rejonie śródmieścia skoncentrowane są usługi o znaczeniu ogólnomiejskim i regionalnym. Śródmieście jest obszarem lokalizacji podstawowych funkcji miejskich, administracji publicznej, a także szkolnictwa i funkcji usługowych. Na osiedlach Śródmieście i Tysiąclecia występuje funkcja mieszkaniowa. Zabudowa mieszkalno-usługowa realizowana była głównie w latach 1950–1960. Znajduje się tam również zabudowa o charakterze zabytkowym i wysokiej wartości architektonicznej. Struktura przestrzenna śródmieścia jest prawie w całości wypełniona. Zachodnia część Koszalina obejmuje obszar oddzielony od śródmieścia torami kolejowymi. Są to w większości tereny poprzemysłowe. Funkcję mieszkaniową na tym obszarze tworzą osiedle Morskie i częściowo osiedle Nowobramskie. Funkcja mieszkaniowa koncentruje się w północnej części Koszalina na osiedlach: Kotarbińskiego, Śniadeckich, Wańkowicza i Na Skarpie, gdzie dominuje zabudowa mieszkaniowa jednorodzinna i wielorodzinna. Część wschodnia miasta również pełni funkcję mieszkaniową z budownictwem wielorodzinnym i jednorodzinnym. Znajdują się tam osiedla: Wspólny Dom, Rokosowo i Lubiatowo. Są rezerwy terenu pod budownictwo mieszkaniowe. Funkcja mieszkaniowa dominuje również w południowej części miasta, na osiedlach Lechitów oraz Raduszka. Funkcję rekreacyjną pełnią tereny podożynkowe w pobliżu Góry Chełmskiej, Góra Chełmska wraz z rezerwatem Jezioro Lubiatowskie oraz ciągi ekologiczne wzdłuż rzeki Dzierżęcinki (od ul. 4 Marca do ul. Batalionów Chłopskich).

### Zabytki

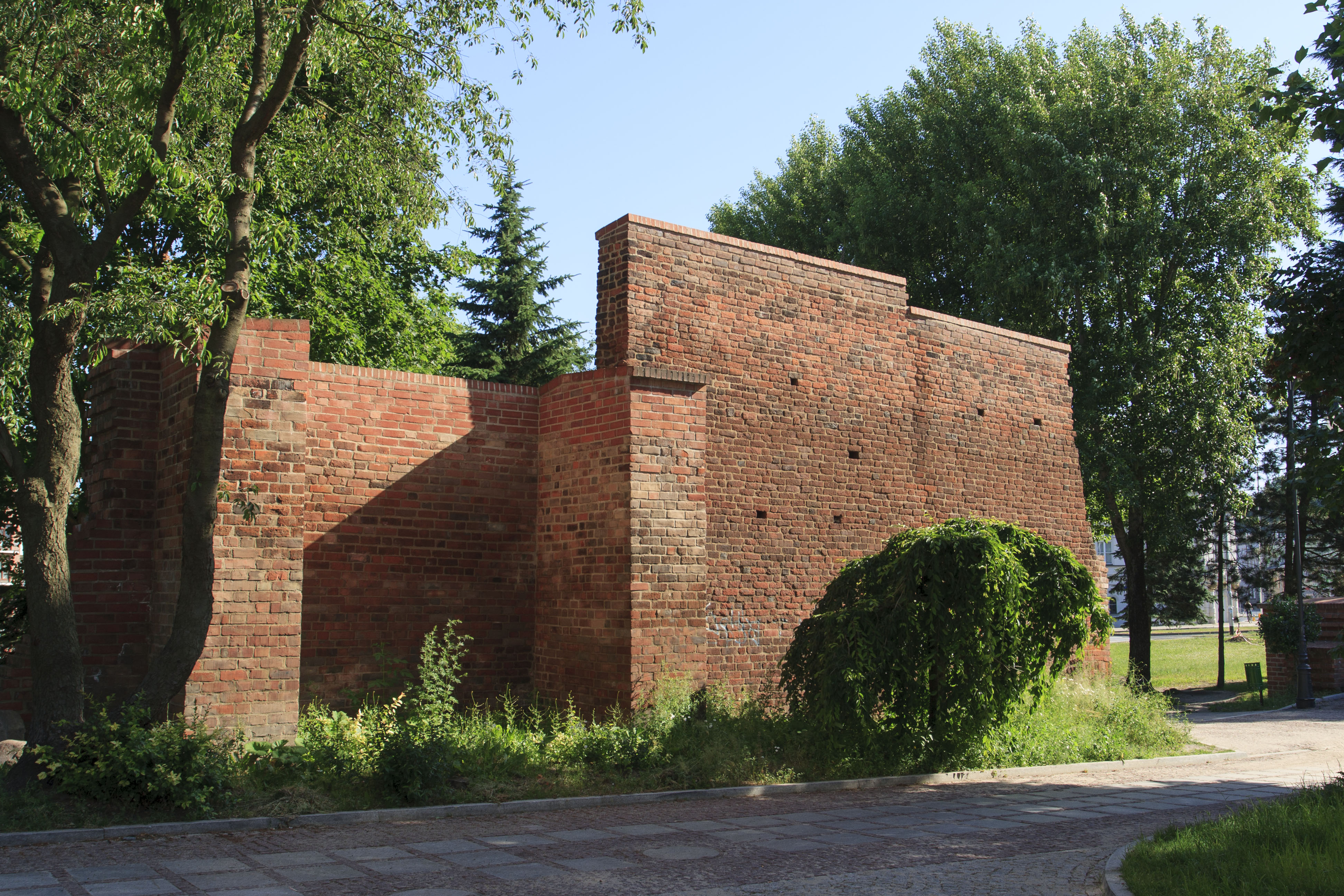
Mury miejskie

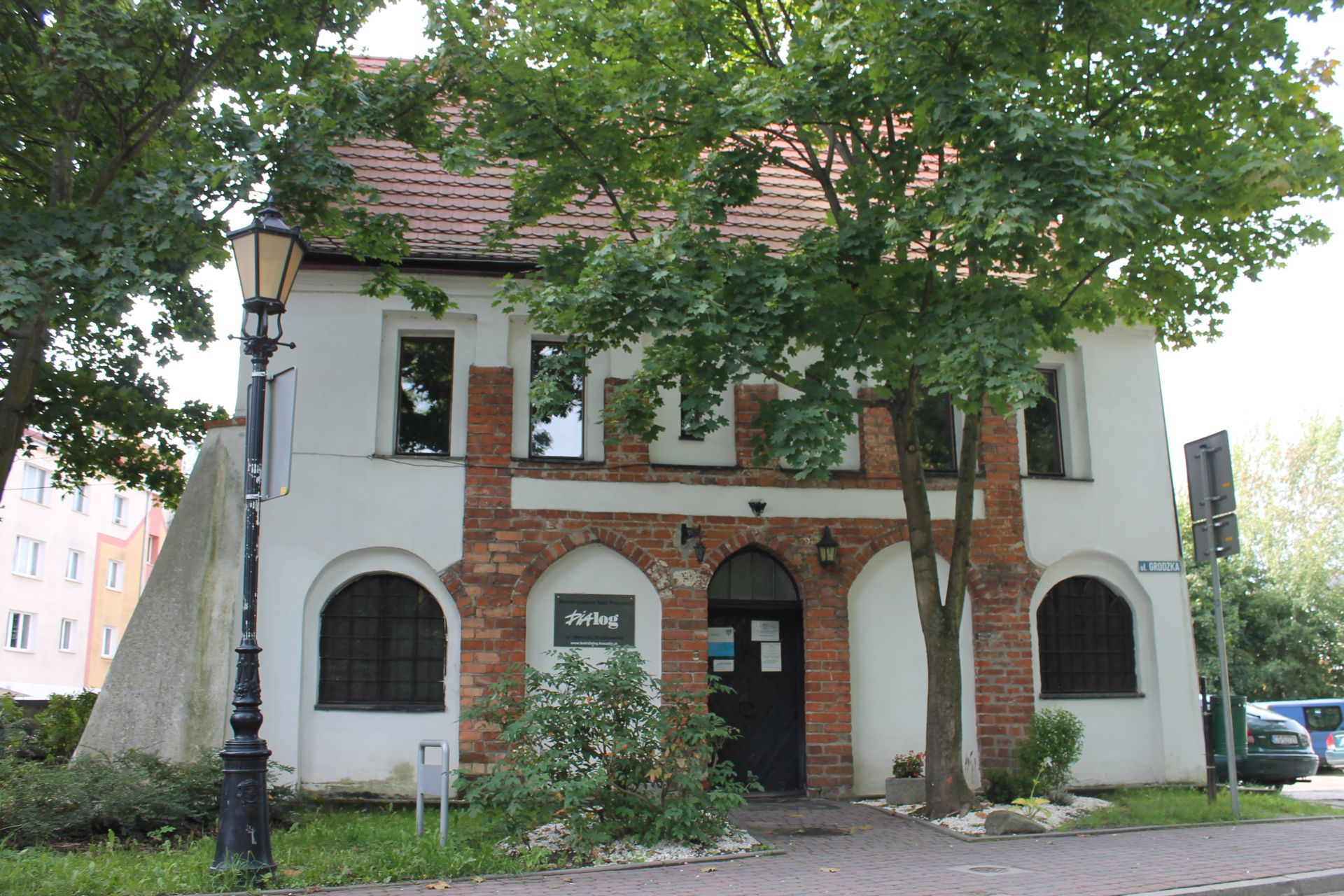
Koszalin – Domek Kata

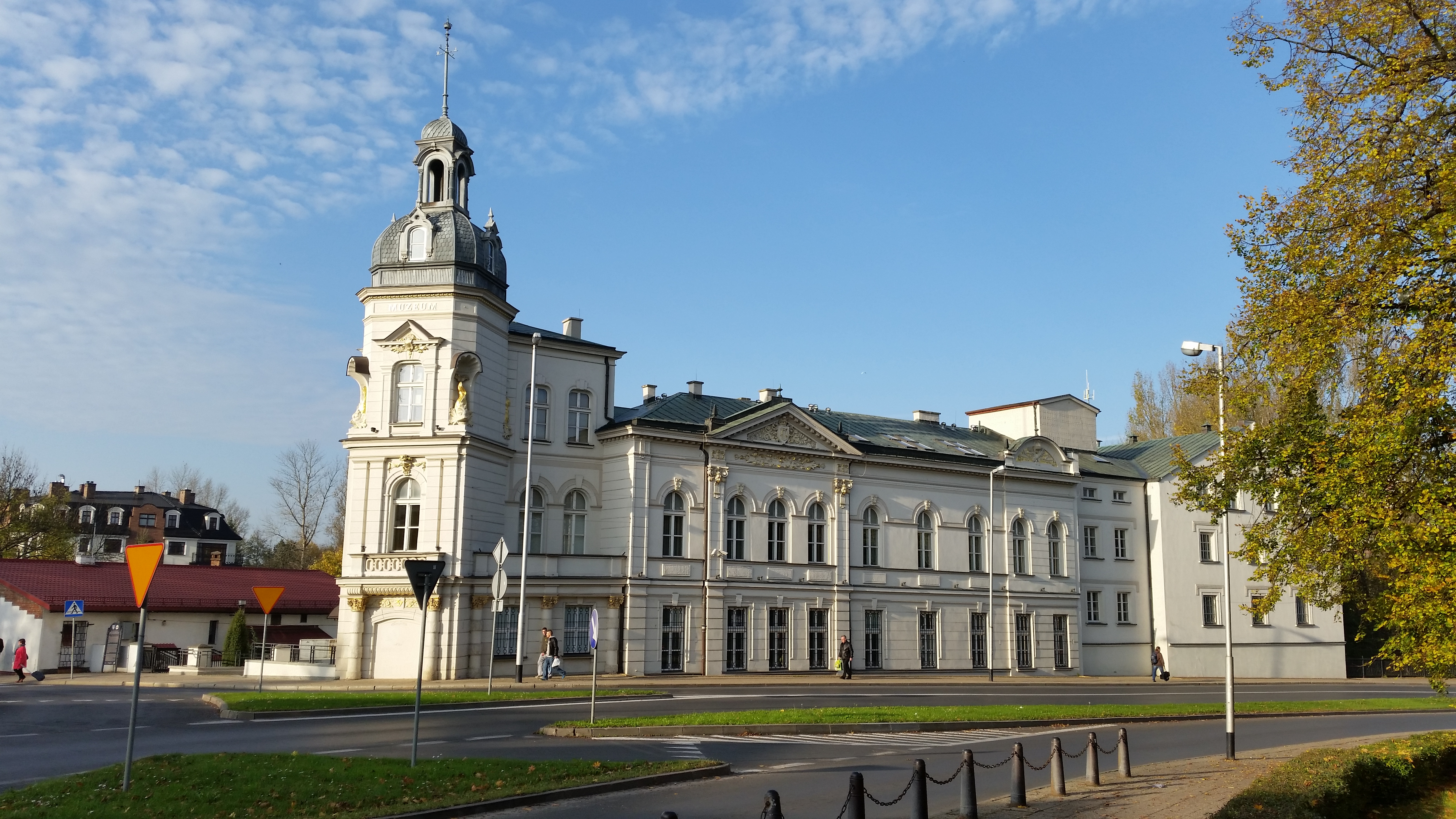
Zespół młyna miejskiego: młyn, kamienica (obecnie Muzeum w Koszalinie)

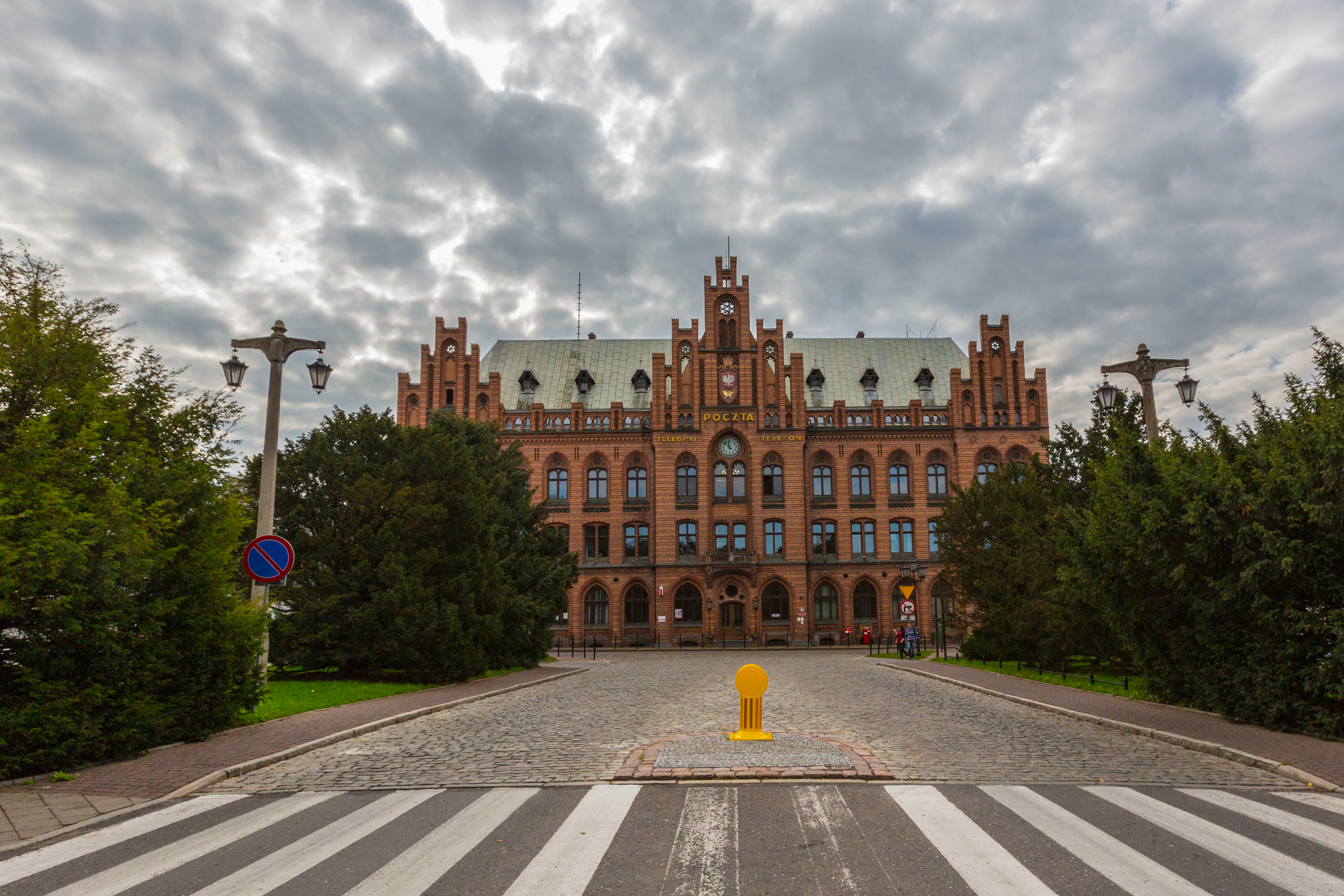
Budynek poczty w Koszalinie

Cały obszar Starego Miasta został wpisany do rejestru zabytków. Zabytki Koszalina znajdują się na Europejskim Szlaku Gotyku Ceglanego.
Lista zabytków chronionych prawem:
- fragmenty murów obronnych z ok. 1320 r.
- Katedra Niepokalanego Poczęcia NMP – kościół gotycki z 1333 r.
- Domek Kata z XV w., od 1964 r. siedziba Teatru Propozycji Dialog
- Kościół św. Józefa Oblubieńca – neogotycka budowla z 1869 r. dla wiernych, założonej w 1857 r. parafii katolickiej
- Kaplica św. Gertrudy – wybudowana w latach 1382–1383, obecnie kaplica ewangelicko-augsburska
- dawny kościół zamkowy – wybudowany ok. 1300 r. jako kościół klasztoru cysterek, opuszczony w czasie reformacji, następnie zrujnowany, został odbudowany przez księcia Franciszka I w latach 1602–1609 jako kościół zamkowy. Od 1953 r. cerkiew pw. Zaśnięcia NMP, siedziba parafii prawosławnej (ul. Adama Mickiewicza 22)
- Pałac Młynarza i młyn z XIX w.
- kamienica gotycka z XIV w. (ul. Bolesława Chrobrego 6)
- Pałac Ślubów – kamienica z XVI w., wzniesiona w okresie późnego średniowiecza, posiada w ścianach bocznych elementy z XV / XVI w. – ostrołukowe blendy (ul. Bogusława II 15)
- zespół budynków Poczty Głównej – zespół neogotycki wzniesiony w 1884 r.
- kamieniczka (elewacje) (ul. Zwycięstwa 125)
- dawna plebania (ul. kard. Stefana Wyszyńskiego)
- zabytkowe domy (pl. Wolności 2-3, pl. Wolności 4)
- zabytkowe wille (ul. Batalionów Chłopskich 83, ul. Jana z Kolna 38, ul. Józefa Piłsudskiego 53, ul. Szczecińska 1, ul. Zwycięstwa 126)
- stacja kolejki wąskotorowej wraz z obiektami kolejowymi z 1898 r.
- Park Miejski im. Książąt Pomorskich – zabytkowy park, którego najstarsza część powstała w 1817 r.
- wieża widokowa na Górze Chełmskiej zbudowana w 1888 r.; wysokość 31,5 m.

Obiekty historyczne w mieście:
- budynek z początku XIX w. przy ul. Mickiewicza – obecnie część Urzędu Miasta
- Gmach Rejencji, wzniesiony ok. 1890 r. przy ulicy Andersa – obecnie siedziba Policji
- neogotycki budynek polikliniki – wzniesiony w latach 1895–1896 na potrzeby szpitala miejskiego.
- budynek Bałtyckiego Teatru Dramatycznego – wzniesiony w 1906 r. jako budynek parafialny ewangelickiej gminy wyznaniowej
- neogotycki budynek Archiwum Państwowego – wzniesiony na początku lat 80. XIX w. jako szpital garnizonowy, znajdował się pod zarządem administracji wojskowej do końca I wojny światowej
- budynek Straży Pożarnej – wzniesiony w 1928 r., z charakterystyczną wysoką wieżą usytuowaną od strony zachodniej, służącą pierwotnie jako ściana ćwiczeń wysokościowych.
- podziemia starego browaru, ul. Kazimierza Wielkiego – stanowią część dawnego browaru E. Aschera z 1846 r., istniejącego do 1910 r.
- budynek z końca XIX w. – zbudowany został w latach 70. XIX w. przez rodzinę Hildebrand. W latach 1905–1919 mieszkał dr Fryderyk Hildebrand, koszalinianin, znany botanik, profesor uniwersytecki i dyrektor Ogrodów Botanicznych we Fryburgu.
- skansen Kultury Jamneńskiej.

## Demografia
Największą liczbę ludności Koszalin odnotował w 1998 - według danych GUS 112 375 mieszkańców.
Struktura demograficzna mieszkańców Koszalina (31 grudnia 2007):
| Opis                                | Ogółem  | Ogółem | Kobiety | Kobiety | Mężczyźni | Mężczyźni |
| ----------------------------------- | ------- | ------ | ------- | ------- | --------- | --------- |
| Jednostka                           | osób    | %      | osób    | %       | osób      | %         |
| Populacja                           | 107 376 | 100    | 56 334  | 52,46   | 51 042    | 47,54     |
| Wiek przedprodukcyjny (0–17 lat)    | 17 218  | 16,04  | 8366    | 7,79    | 8852      | 8,24      |
| Wiek produkcyjny (18–65 lat)        | 71 881  | 66,94  | 35 498  | 33,06   | 36 383    | 33,88     |
| Wiek poprodukcyjny (powyżej 65 lat) | 18 277  | 17,02  | 12 470  | 11,61   | 5807      | 5,41      |

### Pochodzenie
Powojenna ludność Koszalina w przeważającej mierze była ludnością napływową z różnych stron Polski. Przedwojenni niemieccy mieszkańcy miasta zostali po 1945 roku wysiedleni, a na ich miejsce napłynęli w zdecydowanej większości Polacy. Według profesora Leszka Kosińskiego, struktura ludnościowa Koszalina w 1950 roku pod względem pochodzenia terytorialnego przedstawiała się następująco:
| Pochodzenie              | Liczba mieszkańców | Procentowo |
| ------------------------ | ------------------ | ---------- |
| Obszary w granicach ZSRR | 5 788              | 30,56%     |
| Woj. poznańskie          | 2 485              | 13,12%     |
| Woj. warszawskie         | 1 428              | 7,54%      |
| Miasto Warszawa          | 1 396              | 7,37%      |
| Woj. bydgoskie           | 1 195              | 6,31%      |
| Woj. łódzkie z Łodzią    | 1 034              | 5,46%      |
| Woj. lubelskie           | 945                | 4,99%      |
| Woj. kieleckie           | 687                | 3,63%      |
| Woj. rzeszowskie         | 521                | 2,75%      |
| Zagranica oprócz ZSRR    | 452                | 2,39%      |
| Woj. gdańskie            | 319                | 1,68%      |
| Woj. krakowskie          | 265                | 1,40%      |
| Woj. białostockie        | 256                | 1,35%      |
| Woj. katowickie          | 225                | 1,19%      |
| Pozostali                | 680                | 3,59%      |
| Ludność napływowa ogółem | 17 676             | 93,33%     |
| Autochtoni               | 1 264              | 6,67%      |
| Ogółem                   | 18 940             | 100%       |

## Gospodarka
| Rodzaj           | Powierzchnia | %      |
| ---------------- | ------------ | ------ |
| Grunty orne      | 1450 ha      | 68,43% |
| Łąki             | 416 ha       | 19,63% |
| Pastwiska        | 238 ha       | 11,23% |
| Sady             | 15 ha        | 0,71%  |
| Użytki rolne (Σ) | 2 119 ha     | 100%   |

Koszalin jest jednym z większych centrów gospodarczych Pomorza.
Na terenie miasta ustanowiono podstrefę Koszalin – Słupskiej Specjalnej Strefy Ekonomicznej, która obejmuje 21 kompleksów o łącznej powierzchni 105,05 ha. Teren podstrefy zlokalizowany jest w przemysłowej części miasta wzdłuż południowej granicy miasta (rejon ulic: Mieszka I, BOWiD i Strefowa). Przedsiębiorcy podejmujący działalność gospodarczą na terenie podstrefy mogą skorzystać z pomocy publicznej w formie zwolnienia z części podatku dochodowego CIT lub części dwuletnich kosztów pracy. Ponadto samorząd Koszalina zwolnił od podatku od nieruchomości grunty i budynki znajdujące się na terenach położonych w podstrefie.
W mieście działa 17 914 prywatnych podmiotów gospodarczych, z czego 14 480 stanowią osoby fizyczne prowadzące działalność gospodarczą (2007). W 2007 r. spośród 1032 spółek handlowych – 205 miało udział kapitału zagranicznego.
Na początku 2023 roku liczba zarejestrowanych bezrobotnych w Koszalinie obejmowała ok. 3,1 tys. mieszkańców, co stanowi stopę bezrobocia na poziomie 6,1% do aktywnych zawodowo.
Przeciętne wynagrodzenie pracownicze w październiku 2008 r. wynosiło 2933,57 zł, przy liczbie zatrudnionych pracowników w Koszalinie – 26 029 osób. Przeciętne wynagrodzenie w sektorze publicznym wynosiło 3235,94 zł, a w sektorze prywatnym 2770,78 zł.
W 2013 r. wydatki budżetu samorządu Koszalina wynosiły 461,5 mln zł, a dochody budżetu 445,7 mln zł. Zadłużenie (dług publiczny) samorządu w końcu 2013 r. wynosiło 246,5 mln zł, co stanowiło 55,3% wartości wykonywanych dochodów.
W miejscowości działało Państwowe Gospodarstwo Rybackie Koszalin.

### Przemysł
Miasto jest ośrodkiem przemysłowym średniej wielkości. Przeważa przemysł elektromaszynowy (dźwigów budowlanych, szyb samochodowych, urządzeń próżniowych), spożywczy (zakłady cukiernicze, mięsne, przetwórstwa rybnego „Espersen”, zbożowo-młynarskie PZZ Stoisław, chłodnia składowa), drzewny (Fabryka stolarki otworowej i kantówki Drewexim, fabryki mebli), produkcja tworzyw sztucznych (fabryka styropianu Arbet), produkcja sprzętu medycznego (Meden-Inmed). W Koszalinie znajduje się siedziba i fabryka jednego z większych polskich producentów szyb samochodowych – przedsiębiorstwa NordGlass.
Oprócz zakładów przemysłowych w mieście istnieje szereg spółek zaopatrujących miasto w niezbędne media, m.in Miejskie Przedsiębiorstwo Wodociągów i Kanalizacji, Miejski Zakład Komunikacji, Przedsiębiorstwo Gospodarki Komunalnej, Zakład Energetyczny Energa.

### Handel
Koszalin jest regionalnym ośrodkiem handlu. W mieście znajduje się wiele obiektów handlowych m.in. 3 centra handlowe, 3 domy handlowe oraz 1 dom towarowy. Istnieje wiele sieci supermarketów i dyskontów. W 2006 roku w mieście było 8 targowisk, z czego 7 z przewagą sprzedaży drobnodetalicznej.
W każdą niedzielę (poza świątecznymi) organizowana jest także giełda na placu Podożynkowym. Wraz z giełdą towarową, odbywa się również giełda samochodowa. W mieście działają 2 hale typu cash and carry.
Produktem regionalnym jest koszalińskie piwo Brok, sprzedawane głównie na terenach dawnego województwa koszalińskiego.

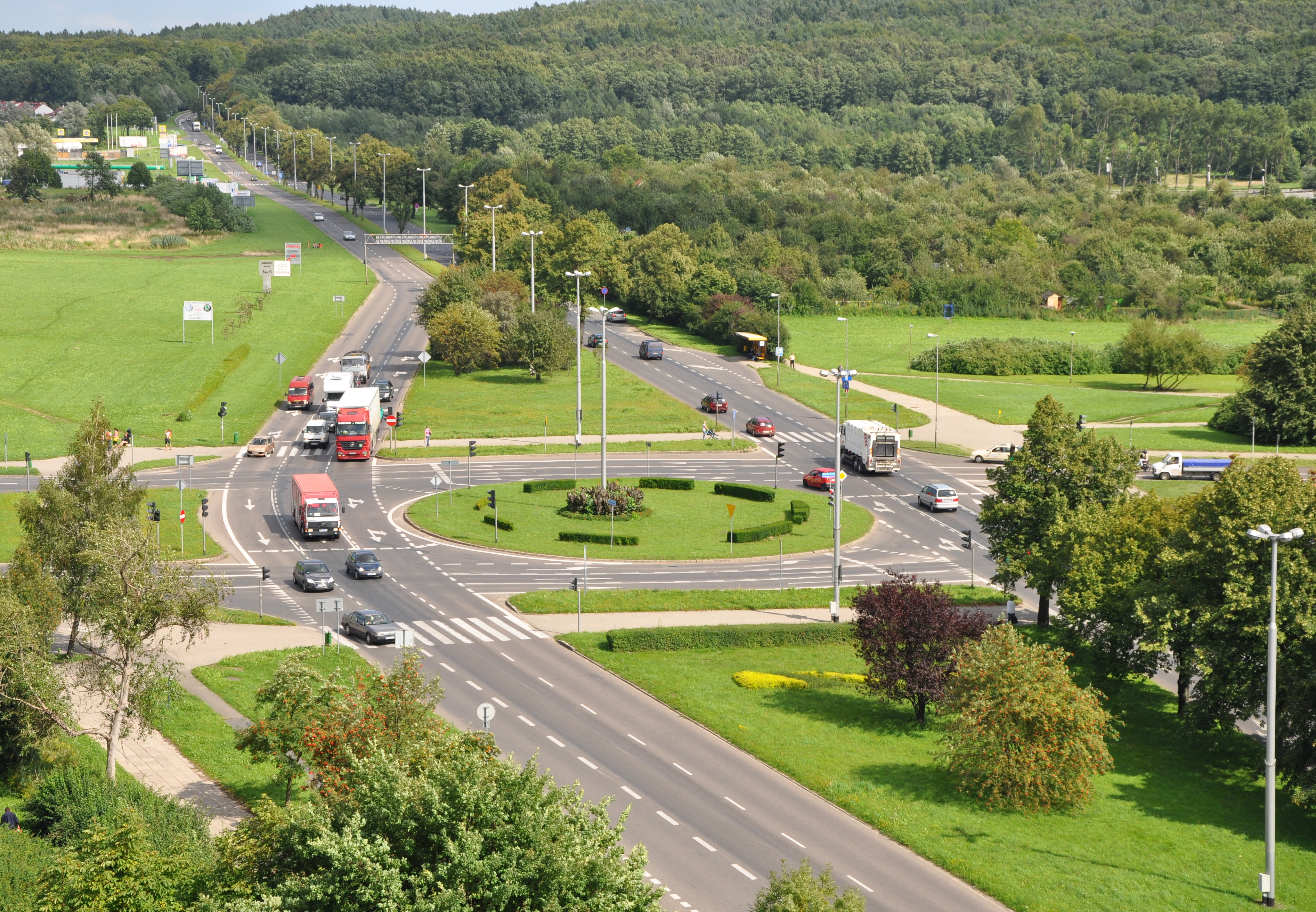
Rondo Kardynała Ignacego Jeża (droga krajowej nr 6 i droga nr 206)

## Transport
Koszalin jest węzłem komunikacji pasażerskiej, znajduje się w nim dworzec autobusowy i kolejowy. Przez miasto prowadzą dwie drogi krajowe: nr 6 i nr 11, w granicach miasta łączą się również dwie drogi ekspresowe S6 (stanowiąca północną obwodnicę miasta) i S11 (która stanowi południowo-zachodnią obwodnicę miasta).

### Transport drogowy
| Droga                   | Trasa | Ulica/osiedle                                                                                           |
| ----------------------- | --- | --- |
| Droga ekspresowa S6     | Kołbaskowo (plan.) – Zachodnia Obwodnica Szczecina (plan.) – Goleniów – Nowogard – Płoty – Kołobrzeg – Ustronie Morskie – Koszalin – Sianów – Sławno (bud.) – Słupsk – Lębork (bud.) – Gdynia* (bud.) – Sopot* – Gdańsk* – Obwodnica Metropolii Trójmiejskiej (plan.) *w obecnym przebiegu (jako S6 tylko do otwarcia Trasy Kaszubskiej)                | Osiedle Nowobramskie, Osiedle Morskie, Osiedle Unii Europejskiej, Osiedle Jamno-Łabusz                  |
| Droga ekspresowa S11    | Kołobrzeg – Koszalin – Bobolice (bud.) – Szczecinek – Piła (plan.) – Zachodnia Obwodnica Poznania – Południowa Obwodnica Poznania – Kórnik – Środa Wielkopolska (plan.) – Jarocin – Pleszew – Ostrów Wielkopolski – Kępno (plan./bud.) – Byczyna (plan.) – Kluczbork – Olesno (plan.) – Lubliniec (plan.) – Tarnowskie Góry (plan.) – Pyrzowice (plan.) | Osiedle Nowobramskie                                                                                    |
| Droga krajowa nr 6      | granica państwa (Kołbaskowo) – Szczecin* – Goleniów* – Koszalin – Sławno – Słupsk* – Gdańsk* – Łęgowo *częściowo jako droga ekspresowa S6 | ul. Szczecińska, ul. Syrenki, ul. Bohaterów Warszawy, al. Monte Casino, ul. Juliana Fałata, ul. Gdańska |
| Droga krajowa nr 11     | Kołobrzeg* – Koszalin* – Bobolice – Szczecinek* – Piła – Poznań* – Ostrów Wielkopolski* – Lubliniec – Bytom *częściowo jako droga ekspresowa S11 | ul. Morska, al. Armii Krajowej, ul. Krakusa i Wandy, ul. Gnieźnieńska                                   |
| Droga wojewódzka nr 167 | Koszalin – Tychowo – Ogartowo | ul. Połczyńska                                                                                          |
| Droga wojewódzka nr 206 | Koszalin – Polanów – Miastko | ul. Orląt Lwowskich, ul. Romualda Traugutta, ul. Zwycięstwa                                             |

W czasach Polski Ludowej, do grudnia 1985 roku, w centrum miasta krzyżowały się dwie drogi państwowe – nr 50, biegnąca z Kołobrzegu przez Koszalin i Bobolice do Człuchowa oraz nr 52 relacji Goleniów – Karlino – Koszalin – Słupsk – Lębork – Trójmiasto.

### Transport kolejowy
Koszalin posiada dwa dworce kolejowe: Koszalin i Koszalin Wąskotorowy, które znajdują się przy ulicy Armii Krajowej (kolej normalnotorowa) i Kolejowej (wąskotorowa).
Przez Koszalin przechodzą linie kolejowe:
- linia kolejowa nr 202 Stargard – Gdańsk.
- linia kolejowa nr 402 – początek linii prowadzącej do Goleniowa, przez Kołobrzeg i Trzebiatów.
- Wąskotorowa linia kolejowa Koszalin Wąskotorowy – Bobolice Wąskotorowe o rozstawie 1000 mm.

Kolejka wąskotorowa działa w sezonie wakacyjnym jako kolej turystyczna w ramach wolontariatu Towarzystwa Koszalińskiej Kolei Wąskotorowej. Pociągi kursują na trasie do stacji Rosnowo Ośrodek.

### Miejski transport zbiorowy

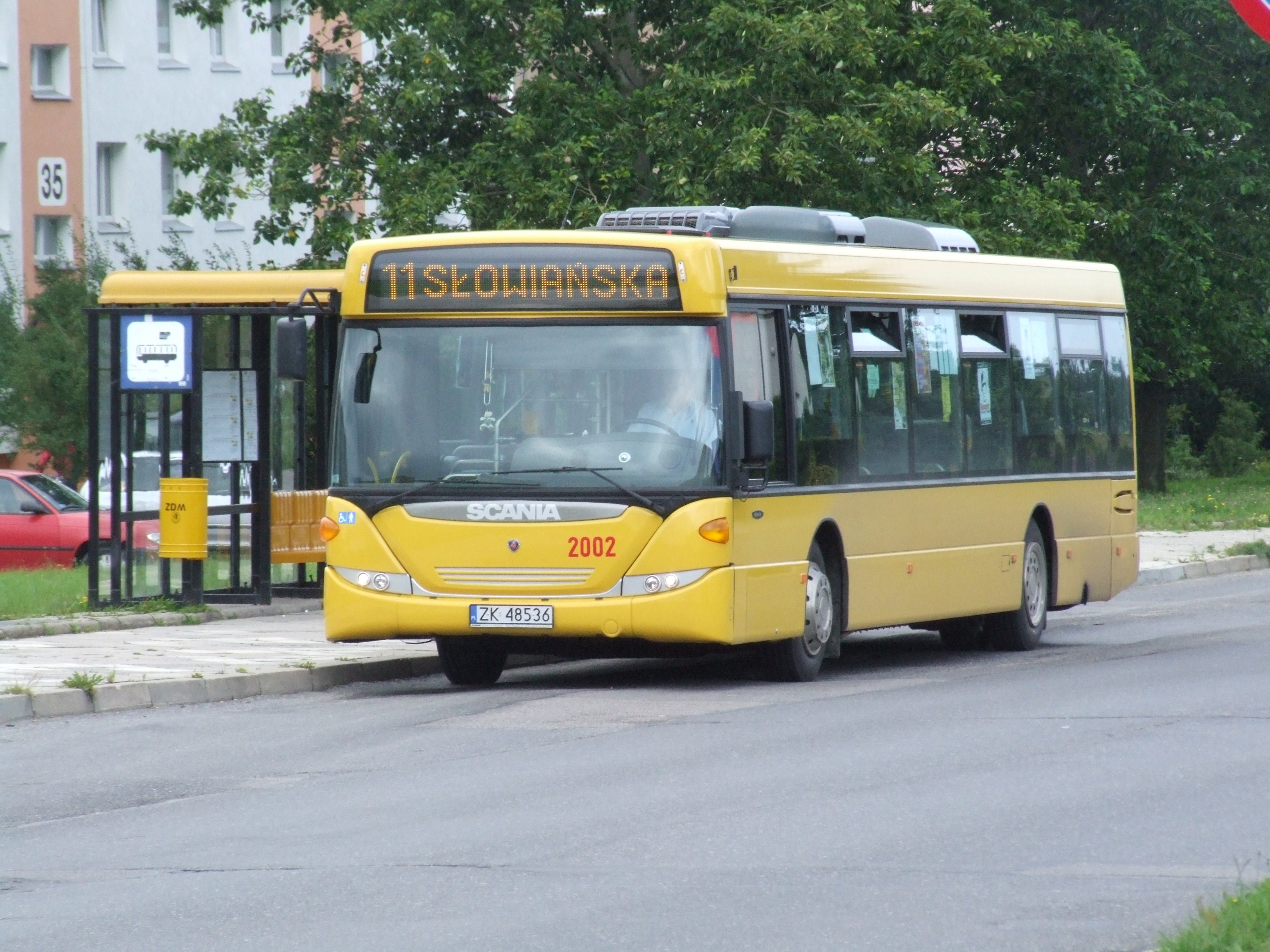
Koszaliński autobus Scania OmniCity na linii nr 11

Mapa linii autobusowych i wodnych w Koszalinie. (2023)

Miejskim przewoźnikiem transportowym jest firma MZK Koszalin. Miasto posiada 19 linii w tym dwie sezonowe 1M i 1U. Łączny tabor wynosi 75 autobusów i dwa statki („Julek” i „Koszałek”). Na linie wyjeżdża codziennie 90% taboru niskopodłogowego. Do 2004 roku MZK Koszalin pozbył się wszystkich autobusów marki Ikarus, a wcześniej zrobiono to ze wszystkimi autobusami Jelcz. Od pewnego czasu koszaliński przewoźnik pozbywa się też turystycznych autobusów marki DAB.
W latach 1911–1937 w Koszalinie kursowały tramwaje, które zlikwidowano z powodu nasilenia ruchu kołowego na Bergstraße (obecna ul. Zwycięstwa), zużycia taboru oraz malejącej opłacalności ekonomicznej i recesji.
Historia koszalińskiego PKS-u sięga roku 1946. Od roku 1950 swoim zasięgiem przedsiębiorstwo objęło cały region.

### Transport lotniczy
Około 23 km od miasta znajduje się lądowisko Koszalin-Zegrze Pomorskie, wcześniej funkcjonujące jako lotnisko Koszalin-Zegrze Pomorskie będące zarazem powojskowym lotniskiem sportowym. Obecnie wykorzystuje je Aeroklub Koszaliński i Lotnicze Pogotowie Ratunkowe. Przewidziana jest jego reaktywacja jako lotnisko cywilne.
W 2013 powstało prywatne śmigłowcowe lądowisko Koszalin-Kospel oraz oddano ponownie do użytku również śmigłowcowe lądowisko Polanów leżące ok. 40 km na południowy zachód od miasta.
Około 115 km od Koszalina znajduje się port lotniczy Szczecin-Goleniów, z którego wychodzą połączenia lotnicze do Warszawy, Wielkiej Brytanii, Irlandii, Norwegii i czarterowe do Egiptu.
W 2014 przy ul. Chałubińskiego oddano do użytku sanitarne lądowisko dla śmigłowców.

### Transport rowerowy
Od 27 kwietnia 2018 roku w mieście funkcjonuje Koszaliński Rower Miejski dostarczany przez Nextbike Polska.

## Infrastruktura techniczna
Nadajniki radiowe:

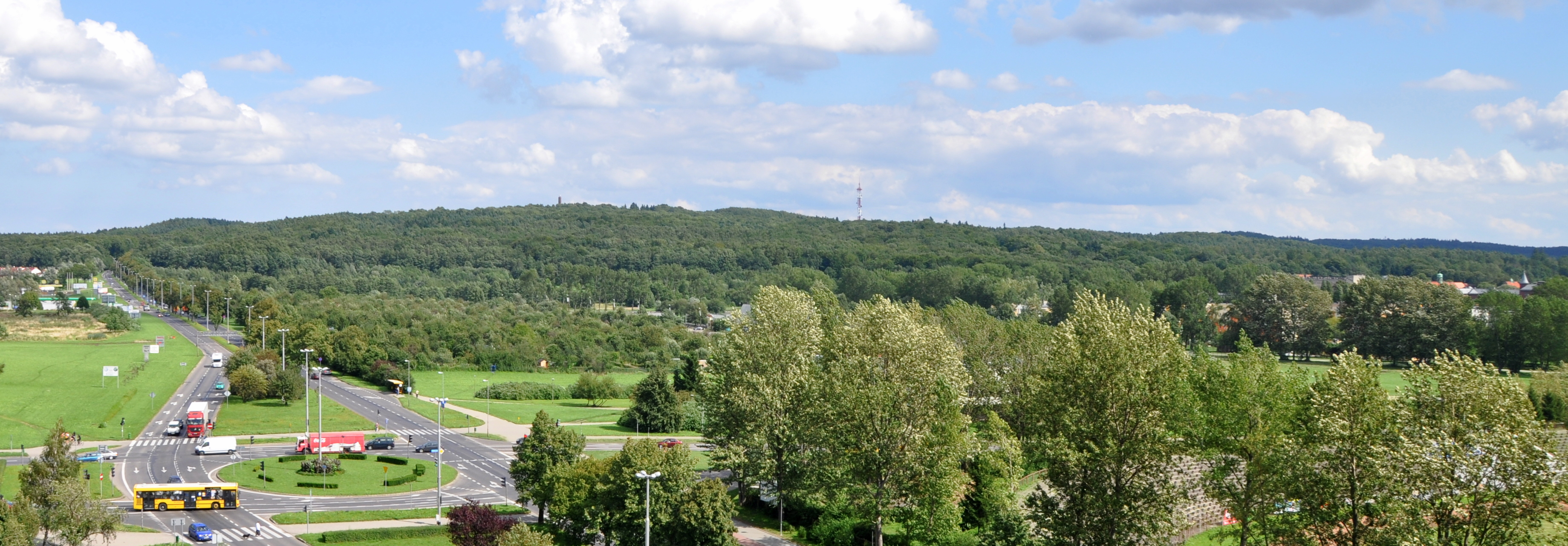
RTON Góra Chełmska (w oddali wieża)

- RTON Koszalin „Góra Chełmska”
- RTON Koszalin „Góra Chełmska” (wieża widokowa).

Nadajniki telewizyjne:
- RTON Koszalin „Góra Chełmska”
- komin „MEC Sp. z o.o.” w Koszalinie przy ul. Łużyckiej 25A

Miasto wykorzystuje także sygnał z nadajnika w Sławoborzu.

## Opieka zdrowotna

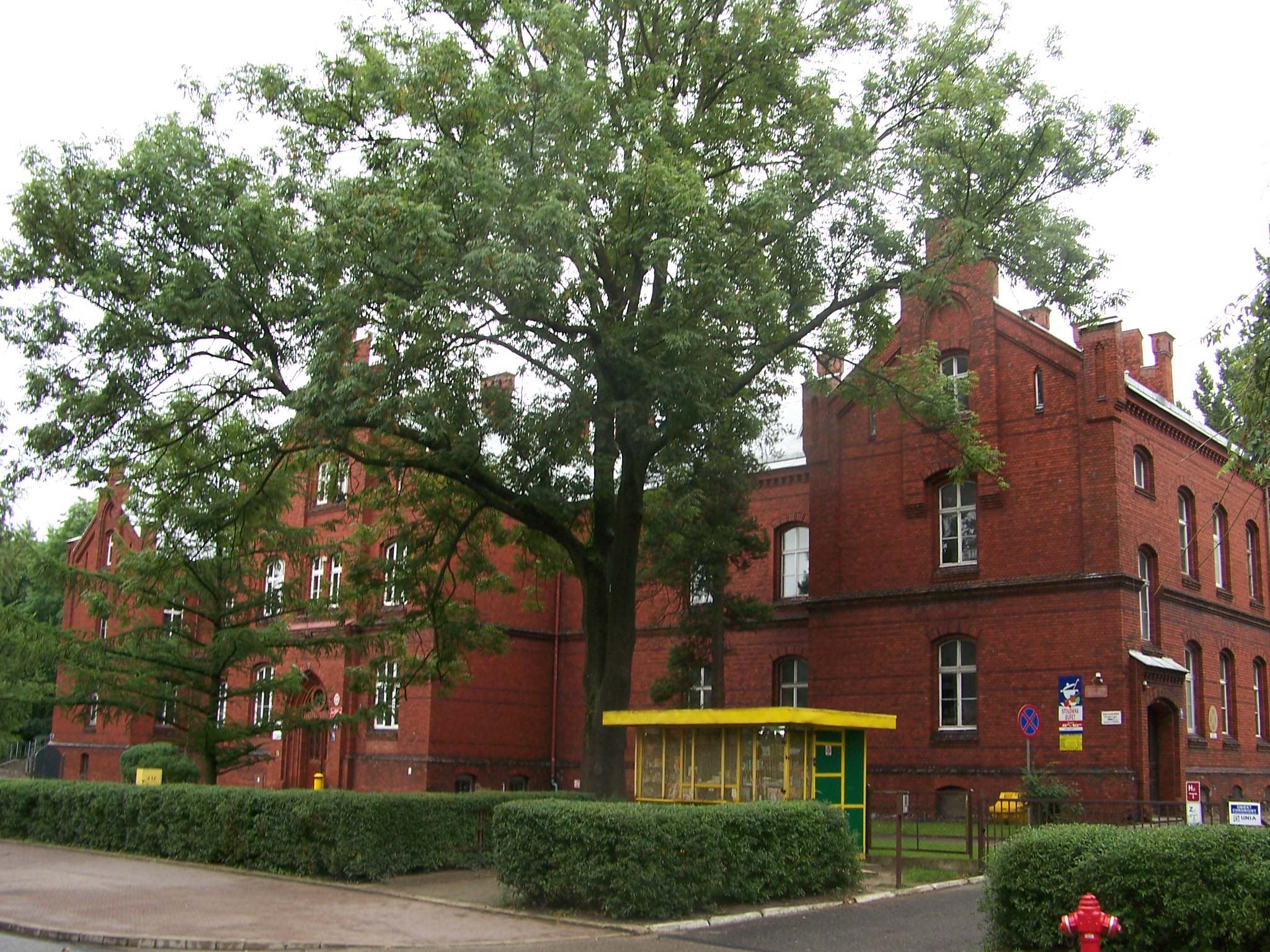
Szpital MSWiA

### Szpitale publiczne
- Szpital Wojewódzki im. Mikołaja Kopernika w Koszalinie
- Szpital Specjalistyczny – Zespół Gruźlicy i Chorób Płuc w Koszalinie
- Szpital MSWiA w Koszalinie[62]

### Szpitale prywatne
- Międzynarodowe Centrum Onkologi Affidea w Koszalinie
- Środkowopomorskie Centrum Zdrowia Psychicznego MEDiSON w Koszalinie
- Prywatna Lecznica Chirurgiczna PRAXIS w Koszalinie
- Szpital UROMED w Koszalinie[63]

## Edukacja

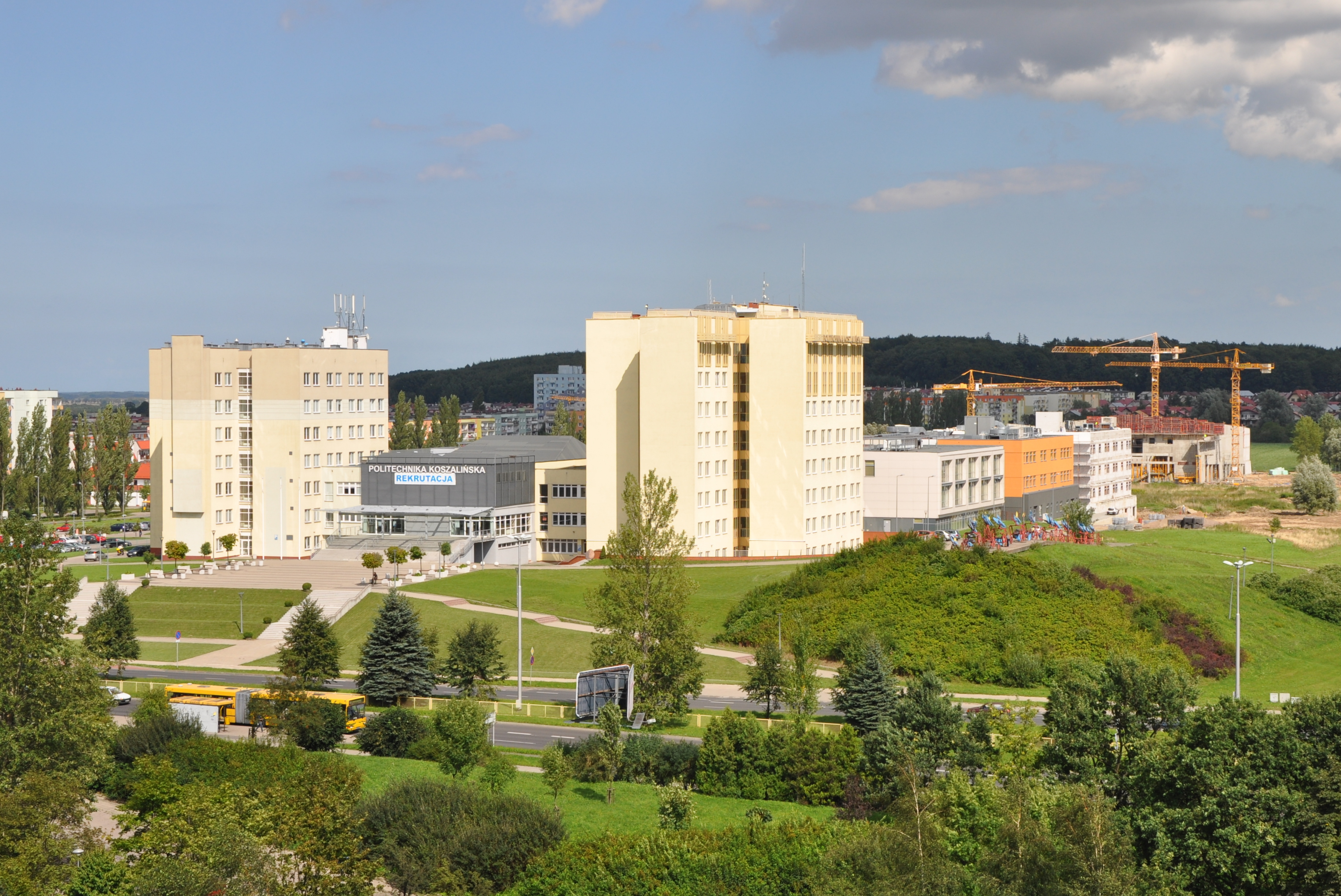
Kampus Politechniki Koszalińskiej

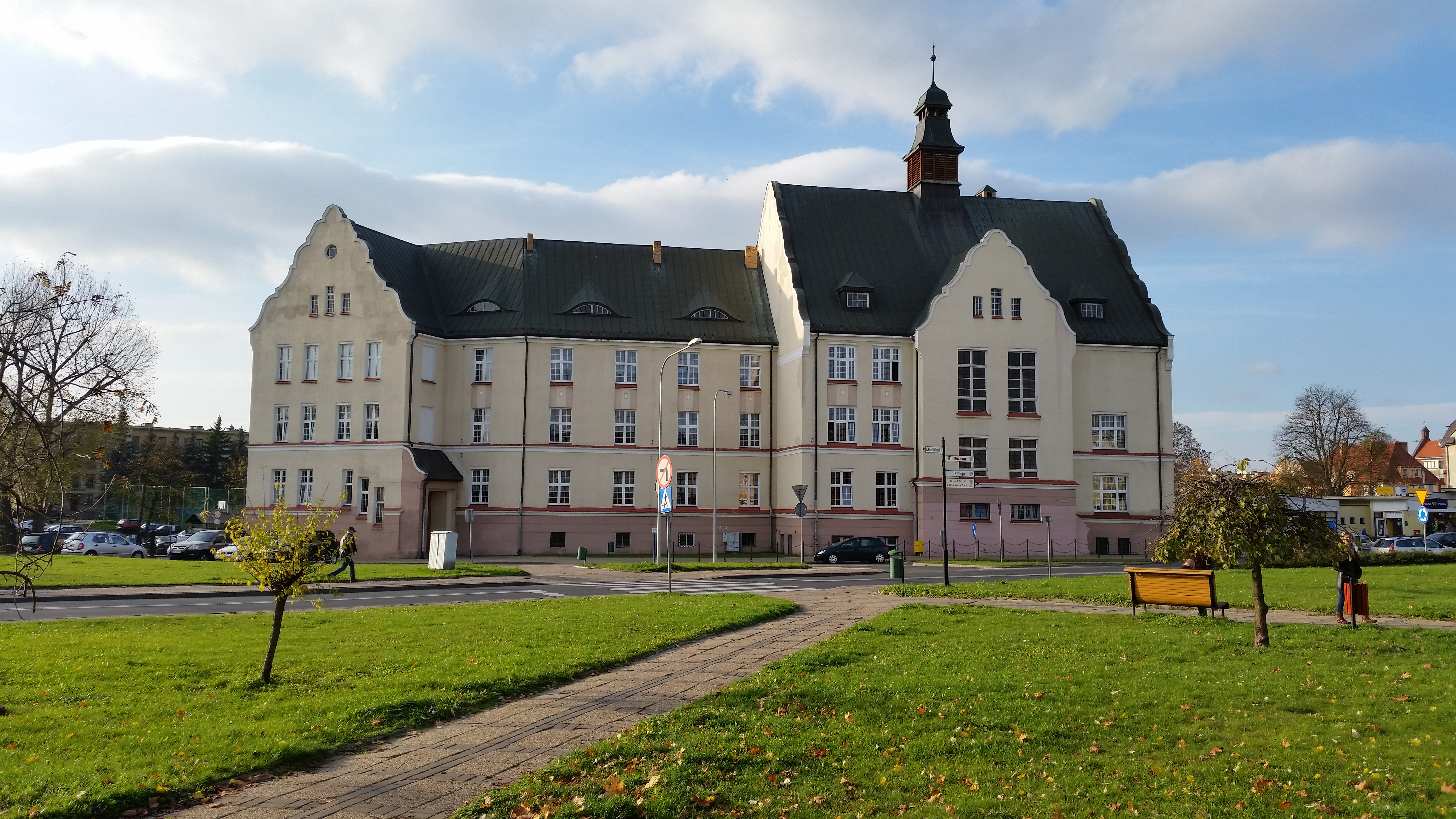
I Liceum Ogólnokształcące im. Stanisława Dubois w Koszalinie

W 2007 roku w koszalińskich 15 szkołach podstawowych uczyło się 5839 dzieci, a w 14 gimnazjach 3546 uczniów. W szkołach średnich uczyło się 6710 osób. Miasto w 2007 roku miało 9 liceów ogólnokształcących, 12 techników dla młodzieży, 5 liceów profilowanych dla młodzieży, 3 szkoły policealne, 5 zasadniczych szkół zawodowych, 6 szkół artystycznych.
W Koszalinie największą uczelnią jest Politechnika Koszalińska, na której studiowało 9006 osób (30 listopada 2012). Jest też trzecią uczelnią w woj. zachodniopomorskim pod względem liczby studentów. Kampus przy ulicy Śniadeckich zostanie powiększony o Centrum Wiedzy Cognitarium Politechniki Koszalińskiej – nowy budynek z siedzibą biblioteki głównej Politechniki Koszalińskiej, uczelnianego archiwum, sal wykładowych i sal do pracy indywidualnej, będzie również miejsce na księgarnię akademicką, punkty usługowe wspierające korzystanie ze zbiorów, sale wystawowe dla zbiorów specjalnych, historycznych oraz dla prezentacji osiągnięć naukowych.
Decyzją Prezydenta Rzeczypospolitej Polskiej Andrzeja Dudy w Koszalinie utworzona zostanie Wyższa Szkoła Straży Granicznej. Ustawa została podpisana 29 maja 2023 roku w Centrum Szkolenia Straży Granicznej w Koszalinie, a od października 2023 roku rozpocznie się pierwszy semestr.

### Szkoły podstawowe i ponadpodstawowe
- Zespół Szkół nr 1 im. Mikołaja Kopernika (ul. Wł. Andersa 30, 75-626 Koszalin)
- Zespół Szkół nr 7 im. Bronisława Bukowskiego (ul. Orląt Lwowskich 18, 75-522 Koszalin)
- Zespół Szkół nr 8 im. T. Kościuszki (ul. Morska 108, 75-235 Koszalin)
- Zespół Szkół nr 9 im. Romualda Traugutta (ul. Jedności 9, 75-401 Koszalin, ul. M. Wańkowicza 26, 75-446 Koszalin)
- Zespół Szkół nr 10 im. Bolesława Chrobrego (ul. Gnieźnieńska 8, 75-736 Koszalin)
- I Liceum Ogólnokształcące im. Stanisława Dubois (ul. Komisji Edukacji Narodowej 1, 75-070 Koszalin)
- II Liceum Ogólnokształcące im. Władysława Broniewskiego (ul. Chełmońskiego 7, 75-631 Koszalin)
- V Liceum Ogólnokształcące im. Stanisława Lema (ul. Jedności 9, 75-401 Koszalin)
- VI Liceum Ogólnokształcące (ul. St. Dąbka 1, 75-354 Koszalin)
- Państwowe Liceum Sztuk Plastycznych im. Władysława Hasiora (ul. Racławicka 9, 75-620 Koszalin)
- Zespół Państwowych Szkół Muzycznych im. Grażyny Bacewicz (ul. J. Fałata 32, 75-900 Koszalin)
- Centrum Kształcenia Ustawicznego im. Stanisława Staszica (ul. Jana Pawła II 17, 75-452 Koszalin)

### Szkoły wyższe
- Centrum Szkolenia Sił Powietrznych im. Romualda Traugutta
- Gdańska Wyższa Szkoła Humanistyczna – filia w Koszalinie
- Instytut Teologiczny w Koszalinie
- Koszalińska Wyższa Szkoła Nauk Humanistycznych
- Państwowa Wyższa Szkoła Zawodowa w Koszalinie
- Politechnika Koszalińska
- Uniwersytet Gdański – Zamiejscowy Ośrodek Dydaktyczny w Koszalinie
- Wyższe Seminarium Duchowne Diecezji Koszalińsko-Kołobrzeskiej w Koszalinie
- Wyższa Szkoła Bezpieczeństwa w Poznaniu – zamiejscowy Wydział Nauk Społecznych w Koszalinie
- Wyższa Szkoła Straży Granicznej

## Kultura i rozrywka

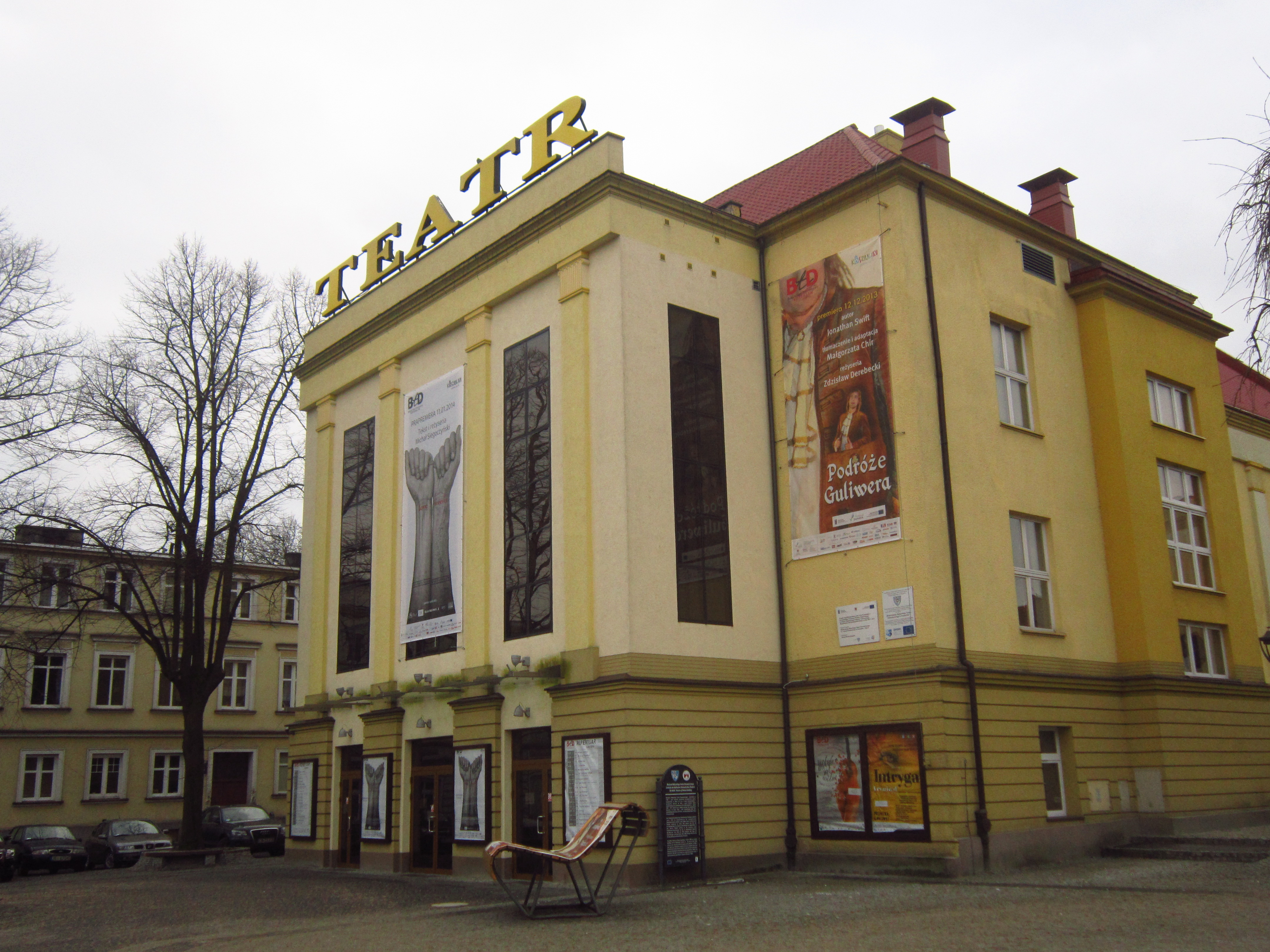
Bałtycki Teatr Dramatyczny im. Juliusza Słowackiego

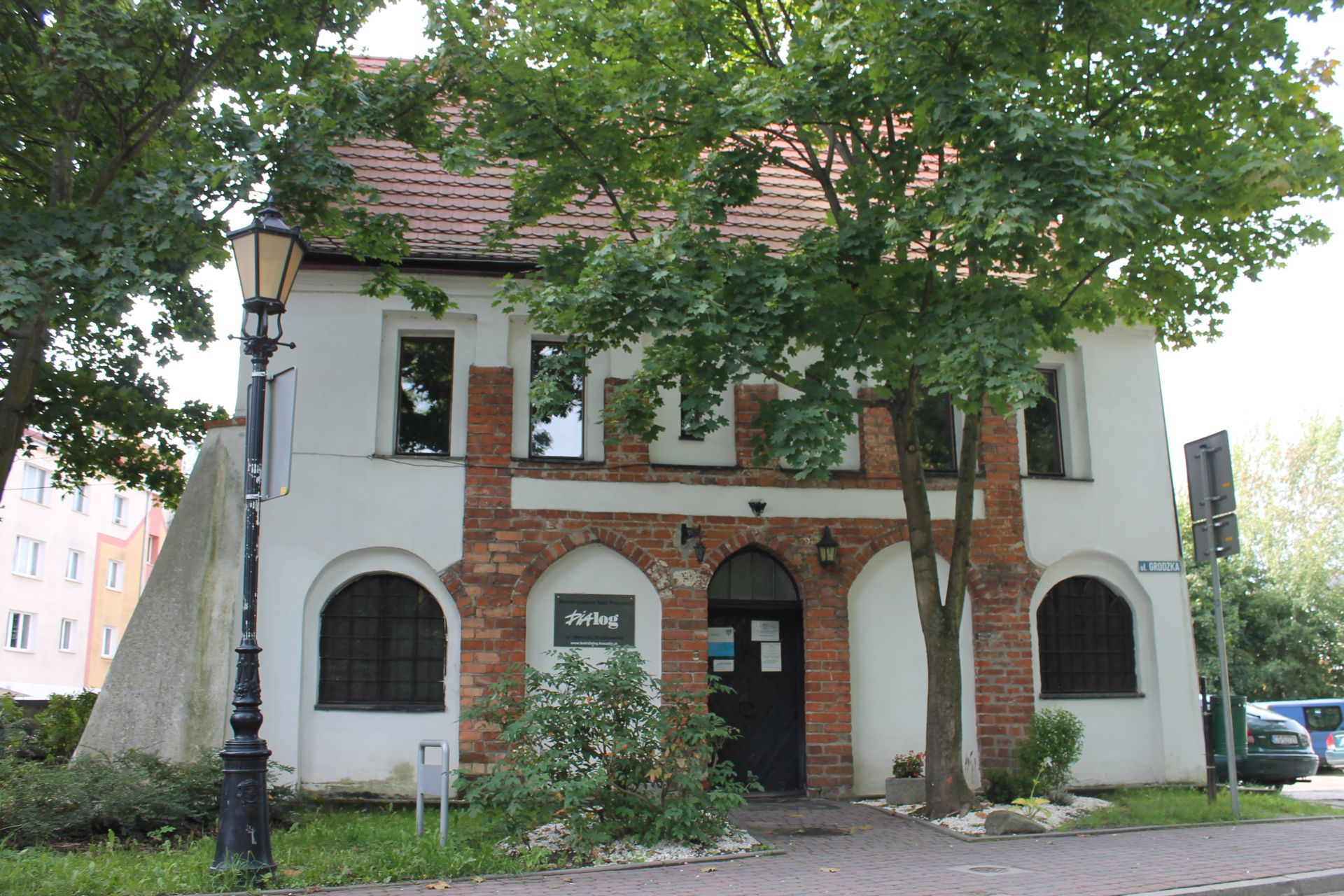
Teatr Propozycji „Dialog” w Koszalinie w kamienicy z XV wieku, w której od 1464 roku mieszkał miejski kat.

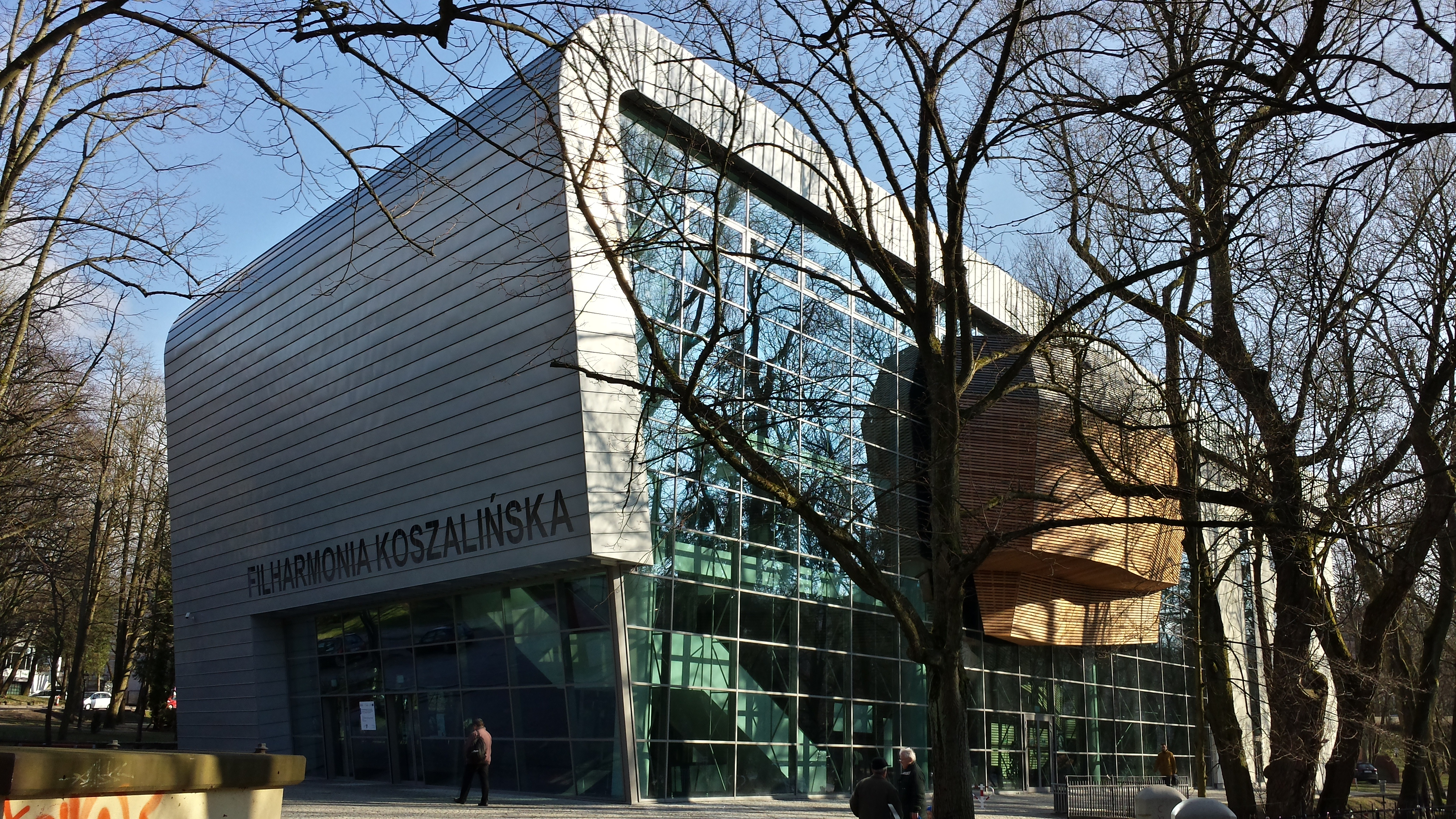
Nowy gmach Filharmonii Koszalińskiej

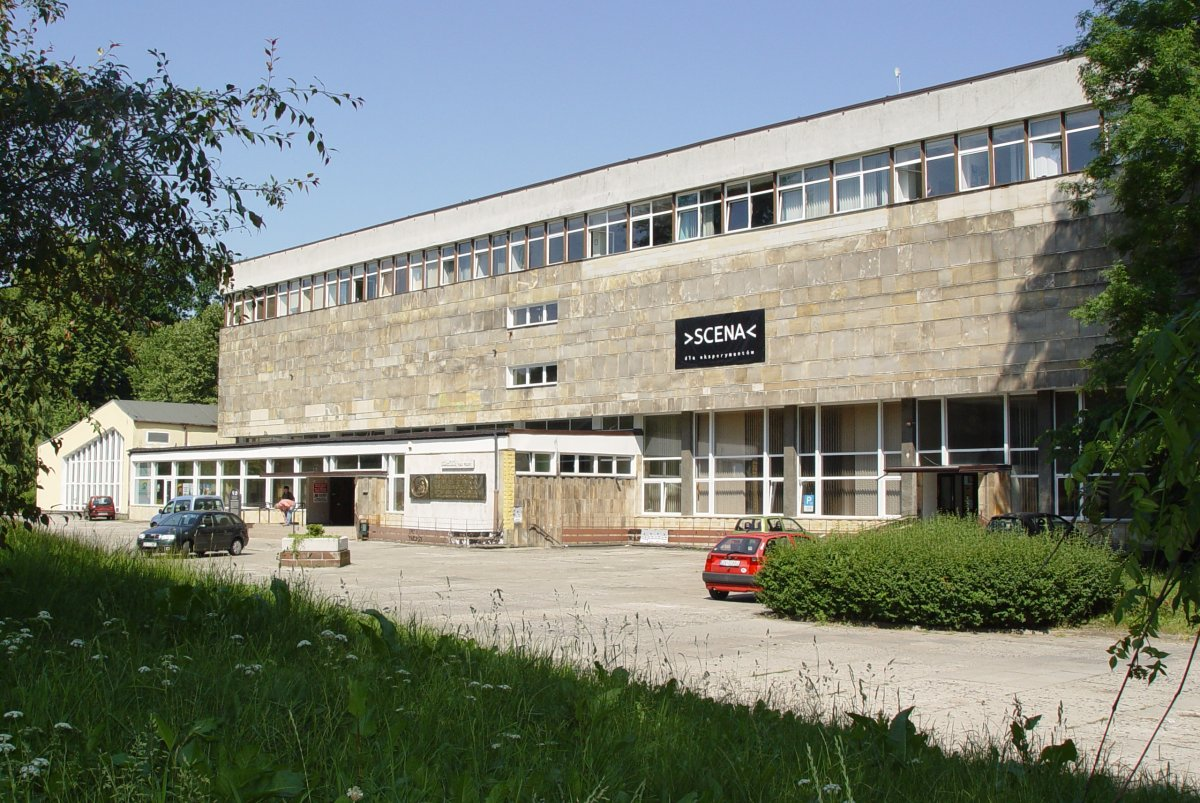
Koszalińska Biblioteka Publiczna im. Joachima Lelewela

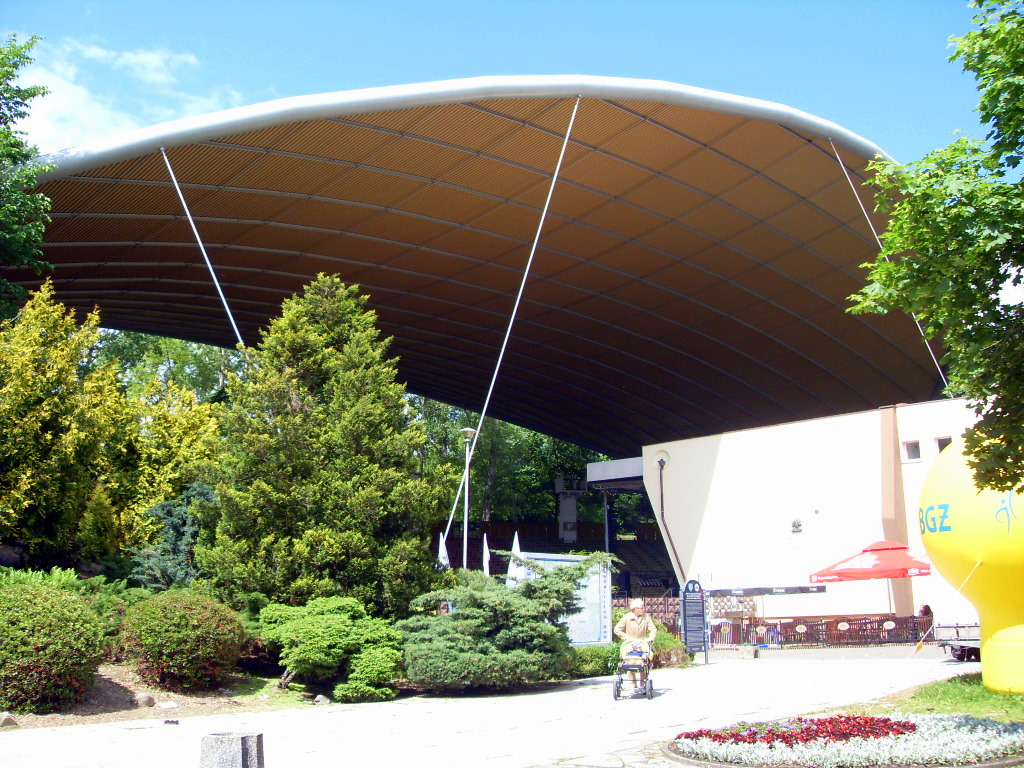
Amfiteatr im. Ignacego Jana Paderewskiego w Koszalinie

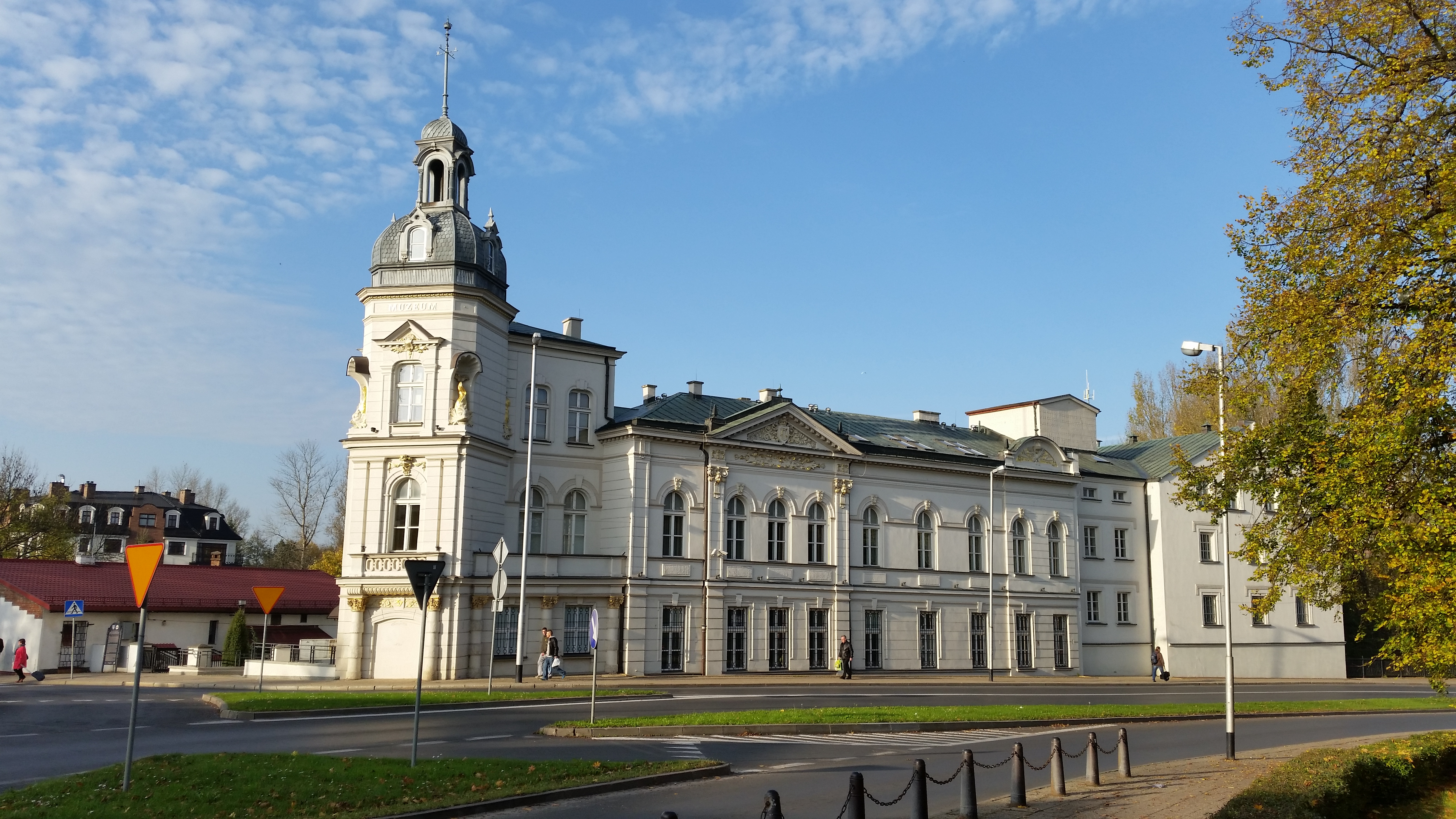
Muzeum w Koszalinie

Koszalin stanowi ośrodek kulturalny, w którym znajdują się m.in. teatry, kina, muzea, galerie, organizowane są festiwale i imprezy kulturalne. W Koszalinie znajduje się amfiteatr z widownią krytą stałym dachem, mogący gościć na trybunach 4,5 tys. widzów.
Uroczystym dniem miasta jest 23 maja, będący rocznicą nadania praw miejskich. Dni Koszalina są obchodzone w okresie od 23 maja do 2 czerwca.
W Koszalinie działają dwa artystyczne ośrodki kształcenia: Zespół Państwowych Szkół Muzycznych im. Grażyny Bacewicz i Państwowy Zespół Szkół Plastycznych im. Władysława Hasiora.

### Teatry
- Bałtycki Teatr Dramatyczny im. Juliusza Słowackiego
- Teatr Muzyczny Adria[74]
- Teatr Muza
- Teatr Propozycji Dialog
- Teatr STOP

### Kina
- Kryterium
- Multikino
- Helios[75][76]

### Centra kultury, filharmonie, amfiteatr
- Centrum Kultury 105 w Koszalinie
- Pałac Młodzieży[77]
- Filharmonia Koszalińska
- Amfiteatr im. Ignacego Jana Paderewskiego w Koszalinie

### Muzea
- Muzeum Miejskie
- Skansen Jamneński
- Muzeum Radia
- Muzeum Włodzimierza Wysockiego
- Muzeum Wody
- Muzeum Komunikacji Miejskiej[78]
- Zagroda Jamneńska [79]
- Muzeum Obrony Przeciwlotniczej [80]
- Salon Historyczny w podziemiach hotelu [81]

### Festiwale
Co roku organizowane są w Koszalinie liczne imprezy i festiwale o zasięgu ogólnopolskim i międzynarodowym takie jak:
- Festiwal Filmowy „Młodzi i Film”,
- Festiwal Filmowy „Integracja Ty i Ja”,
- Letni Festiwal Kabaretów,
- Festiwal Chórów Polonijnych,
- Festiwal Organowy,
- Hanza Jazz Festiwal,
- Good Vibe Festival[82].

### Sztuka współczesna
W latach 1986–2002 funkcjonowały w Koszalinie autorskie galerie sztuki współczesnej Andrzeja Ciesielskiego: Galeria Na Plebanii oraz Galeria Moje Archiwum. W latach 2005–2014 w budynku Koszalińskiej Biblioteki Publicznej działała Galeria Scena prowadzona przez Ryszarda Ziarkiewicza, przeniesiona ostatecznie do Centrum Kultury 105. W latach 2011–2012 zorganizowany został Koszart – Festiwal Sztuki w Przestrzeni Publicznej.
W gmachu muzeum ma miejsca stała ekspozycja „Osieki 1963-81”, która jest przeglądem historii ważnych na kulturalnej mapie Polski Plenerów Osieckich.

### Media
W Koszalinie mają siedzibę 4 rozgłośnie radiowe (Polskie Radio Koszalin, Eska Koszalin (dawniej Radio Północ), Radio Plus Koszalin (dawniej Vox FM Koszalin), Radio RMF Maxxx Pomorze), prywatna TV Max i studio TVP3 Szczecin. Regionalne pozycje prasowe to przede wszystkim: „Głos Koszaliński”, „Miasto”, „Teraz Koszalin” (później Nasze Miasto.pl), „Fakty Tygodnik Koszaliński”, „Impuls”, „Prestiż”, „Gazeta Ziemska” (miesięcznik samorządowy powiatu koszalińskiego). W mieście działa też lokalna redakcja ogólnopolskiego tygodnika opinii „Gość Niedzielny”.

## Sport

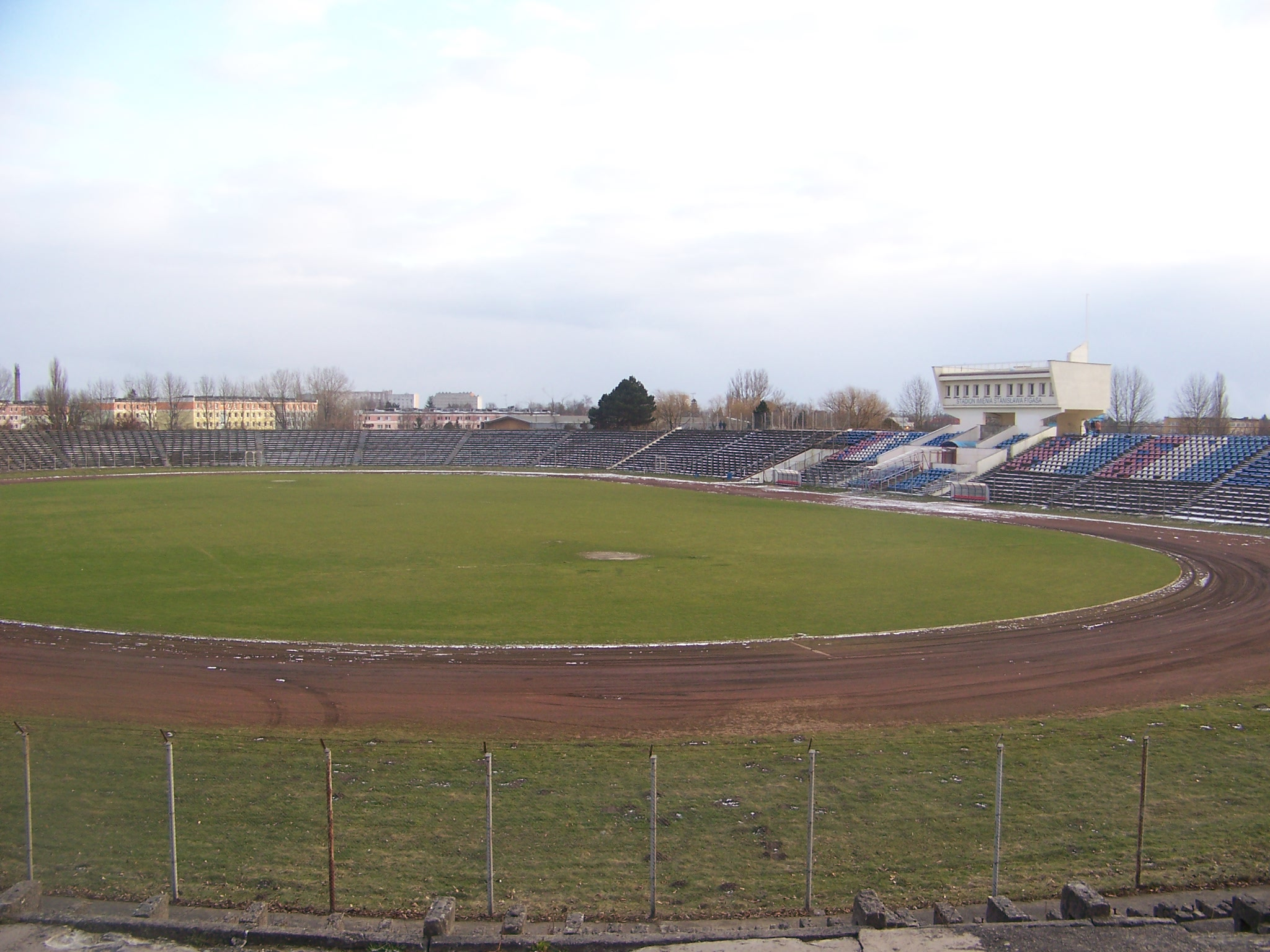
Stadion im. Stanisława Figasa

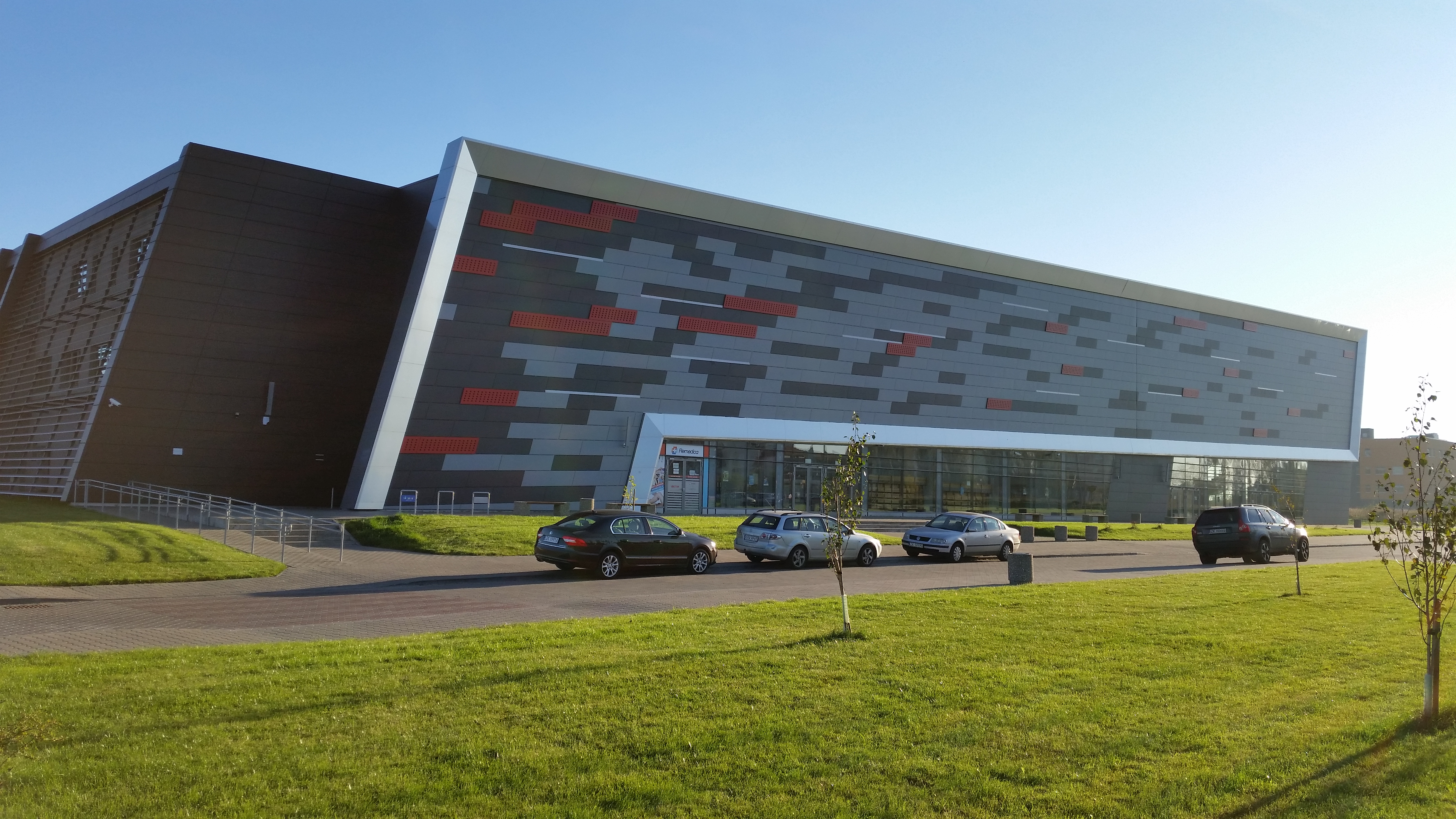
Hala Widowiskowo-Sportowa w Koszalinie

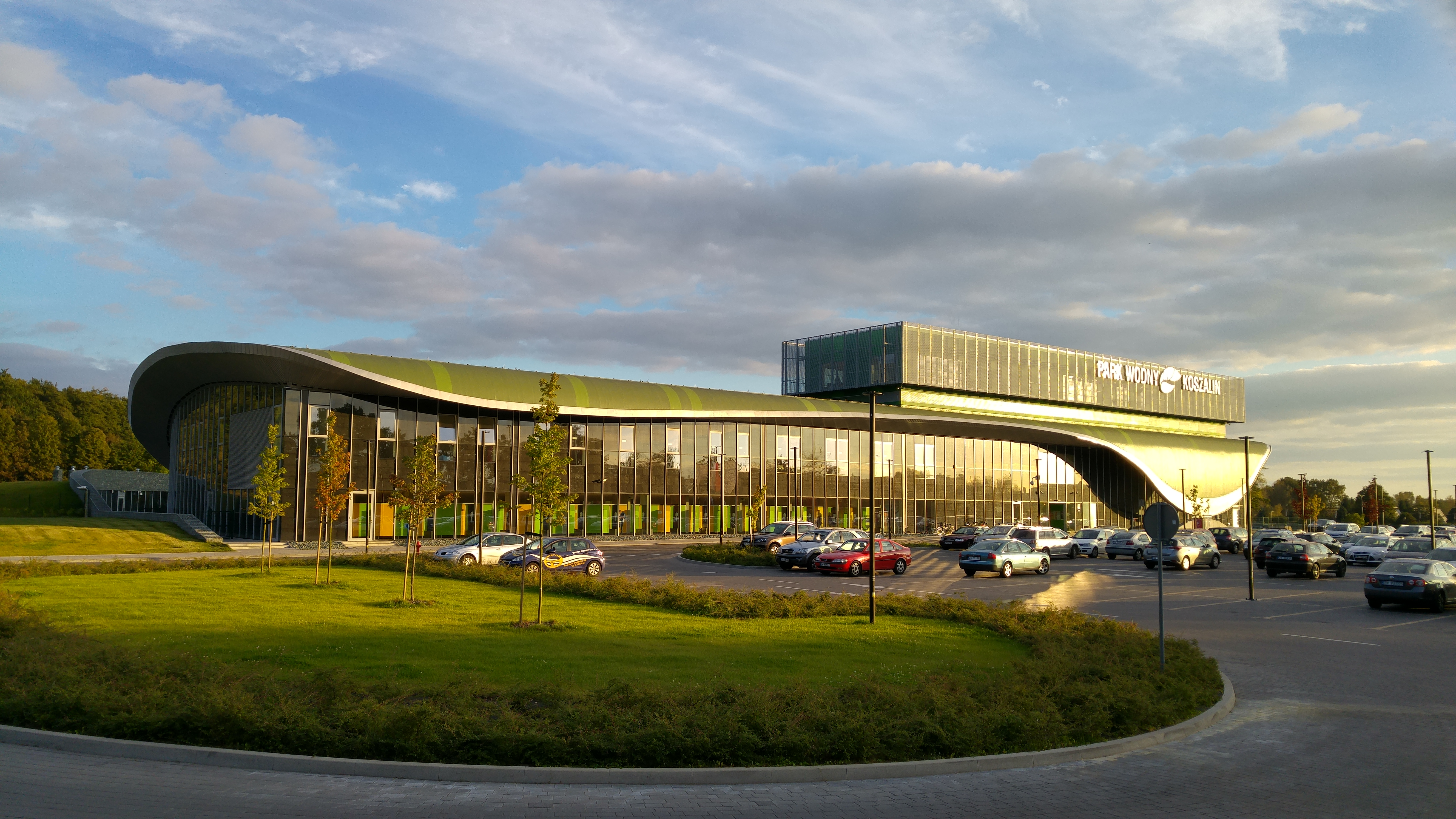
Park Wodny Koszalin – koszaliński aquapark

W mieście działał klub koszykarski AZS Koszalin, zdobywca Pucharu Polski w koszykówce mężczyzn 2010, który w latach 2003–2019 występował w ekstraklasie. Obecnie jedynym zespołem występującym w najwyższej klasie rozgrywkowej są zdobywczynie Pucharu Polski (w sezonie 2007/2008) piłkarki ręczne Młynów Stoisław Koszalin (od 2004 w ekstraklasie). Ponadto Koszalin posiada wiele klubów sportowych w innych, niższych ligach. W II lidze znajdują się tenisiści stołowi KTS „Koszalinianin” Koszalin, w III lidze znajdują się piłkarze Bałtyku Koszalin. W 2021 do I ligi koszykówki awansowali koszykarze MKKS Żak Koszalin
W mieście istnieje około 50 klubów sportowych. Ponad 8 tys. osób, z czego większość stanowią dzieci i młodzież, bierze udział w zajęciach sportowych i ćwiczeniach.
Jedną z ważniejszych organizacji sportowych jest Zarząd Obiektów Sportowych, będący spółką miejską, której przedmiotem działania jest stwarzanie warunków dla rozwoju sportu i rekreacji w mieście poprzez działalność gospodarczą. ZOS zarządza największymi obiektami sportowymi w mieście: hala sportowa, sala judo, basen, skatepark, stadion „Bałtyk”, hala sportowa przy ul. Orlej. Spółka zarządza również Parkiem Wodnym Koszalin (w którym ma swoją siedzibę). Otwarty 31 lipca 2015 r. i znajdującym się przy ul. Rolnej 14 u podnóża Góry Chełmskiej. W mieście 2 duże obiekty sportowe posiada Gwardia Koszalin (stadion piłkarski, hala widowiskowo-sportowa „Gwardia” na 2000 miejsc). Koszalin posiada ponadto boisko golfowe, lodowisko, 5 obiektów, na których znajdują się korty tenisowe oraz 1 ściankę wspinaczkową, Park Linowy, Motopark, kręgielnię w Galerii Kosmos. W mieście powstała też tzw. Sportowa Dolina.
W mieście rozwija się sport samochodowy. Od 1971 roku Automobilklub Koszaliński organizuje Rajd Monte Karlino. Impreza od roku 2009 została włączona do ogólnopolskiego cyklu Pucharu Polski Automobilklubów i Klubów.

### Kluby sportowe
- Piłka nożna: Gwardia Koszalin, Bałtyk Koszalin.
- Armwrestling: UKS 16 Koszalin
- Judo: Judo „Samuraj” Koszalin, Judo „Gwardia” Koszalin
- Siatkówka: UKS Bronek Koszalin, Wilki Koszalin
- Koszykówka: MKKS Żak Koszalin, KSKK Koszalin, Politechnika Koszalin, KUKS Koszalin, MKK Basket Koszalin
- Piłka ręczna: Młyny Stoisław Koszalin, Szabel Koszalin, KSPR Gwardia
- Tenis stołowy: KTS „Koszalinianin” Koszalin
- Tenis ziemny: Bałtyk Koszalin
- Lekkoatletyka: Klub Lekkoatletyczny „Bałtyk Koszalin”
- Lotnictwo: Aeroklub Koszaliński
- Rugby: Rugby Club Koszalin
- Futbol amerykański: Korsarze Koszalin
- Sporty wodne:MKS Znicz Koszalin klub pływacki, OSP ORW Klub Płetwonurków Mares, Jacht Klub Koszalin, Morski Klub Żeglarski Tramp
- Sporty walki: Fight Club Koszalin, Koszaliński Klub Karate Kyokushin; Judo: KJ Samuraj Koszalin, Koszaliński Klub Oyama Karate, Akademicki Klub Karate Tradycyjnego (AKKT Koszalin); Taekwondo KKT Bałtyk, P.W Dragon Koszalin (MMA)
- Strzelectwo sportowe: KKS Kaliber
- Podnoszenie ciężarów: Atletyczny Klub Sportowy Koszalin
- Szachy: AKSz Hetman Politechnika Koszalińska
- Wspinanie: Klub wspinaczkowy Koszalin
- Sporty Motorowe: Automobilklub Koszaliński
- Stowarzyszenie Sportu Niepełnosprawnych „Start Koszalin”

## Administracja

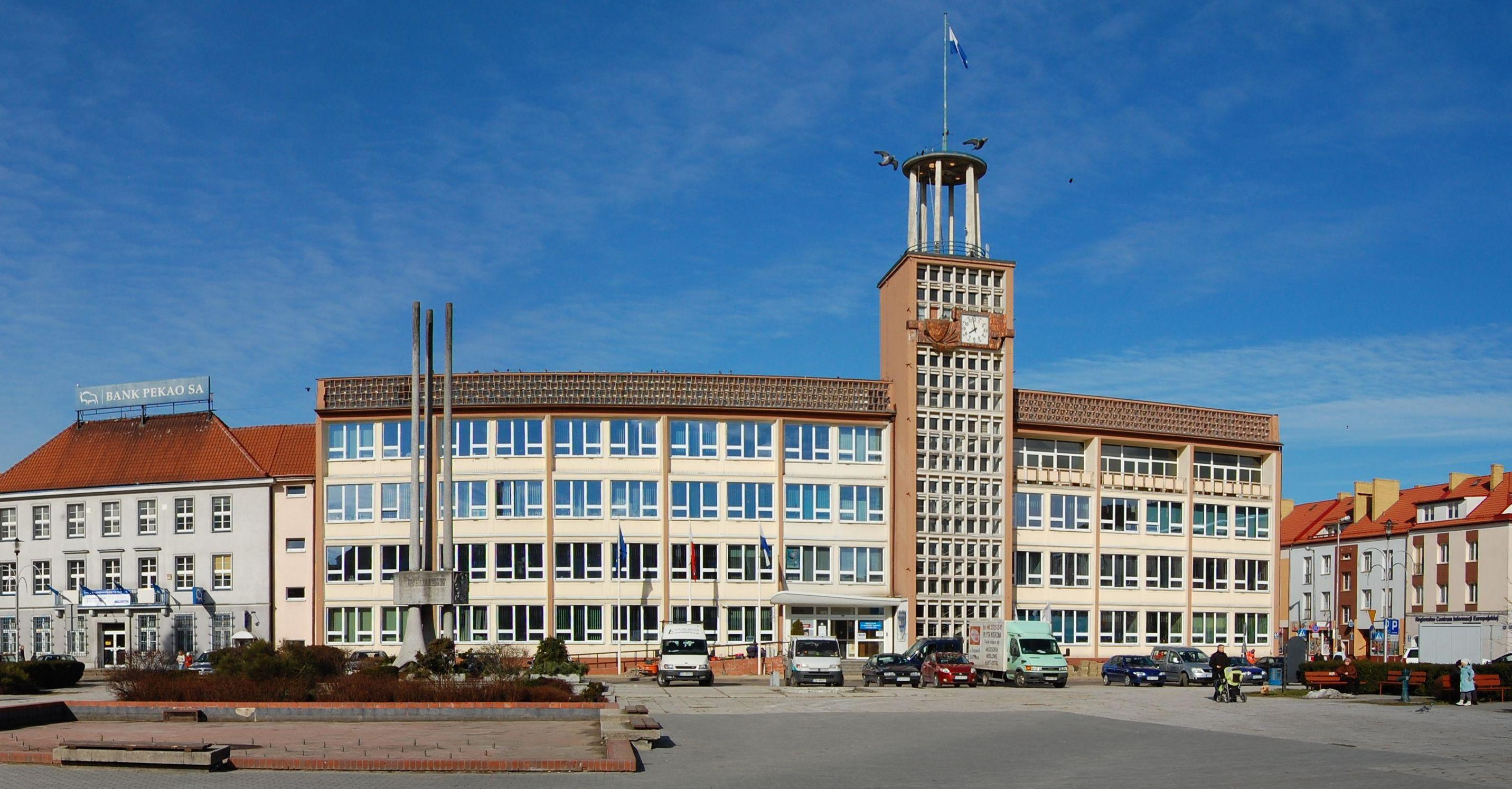
Modernistyczny budynek urzędu miasta. Pierwotnie ten projekt architektoniczny miał być zrealizowany w Szczecinie, później jednak zdecydowano się na Koszalin

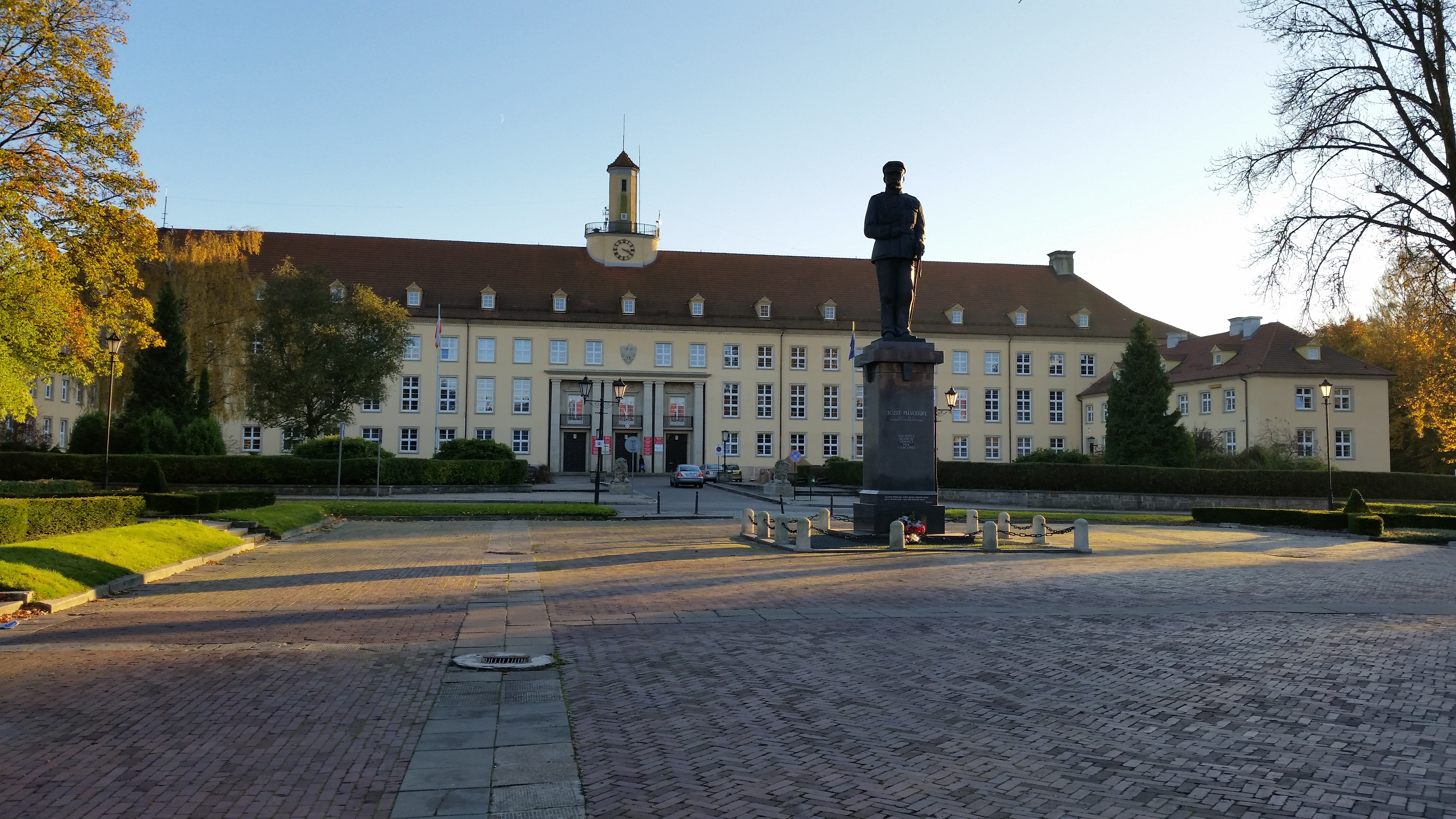
Plac Zwycięstwa w Koszalinie – pomnik marsz. Józefa Piłsudskiego, w tle gmach Delegatury Zachodniopomorskiego Urzędu Wojewódzkiego

### Samorząd lokalny
Koszalin ma status miasta z prawami powiatu. Mieszkańcy wybierają 25 radnych do Rady Miejskiej w Koszalinie, w pięciu okręgach wyborczych (każdy po 5 radnych). Organem wykonawczym władz jest prezydent miasta, którym obecnie jest Tomasz Sobieraj. Siedzibą władz miasta jest modernistyczny ratusz na Rynku Staromiejskim.
Rada Miasta
| Ugrupowanie                  | 2002–2006  | 2006–2010 | 2010–2014 | 2014–2018 | 2018–2023 |
| ---------------------------- | ---------- | --------- | --------- | --------- | --------- |
| Sojusz Lewicy Demokratycznej | 9 (SLD-UP) | 6 (LiD)   | 5         | 2         | –         |
| Forum samorządowe G-12       | 2          | –         | –         | –         | –         |
| POPiS                        | 10         | –         | –         | –         | –         |
| Samoobrona                   | 4          | –         | –         | –         | –         |
| Prawo i Sprawiedliwość       | –          | 4         | 3         | 5         | 6         |
| Koalicja Obywatelska         | –          | –         | –         | –         | 19        |
| Platforma Obywatelska        | –          | 10        | 14        | 12        | –         |
| Nasz Prezydent               | –          | 4         | –         | –         | –         |
| Koszalin Bezpartyjny         | –          | 1         | –         | –         | –         |
| Lepszy Koszalin              | –          | –         | 3         | 6         | –         |

Koszalin jest członkiem następujących organizacji i związków:
- Związek Miast Polskich,
- Związek Miast Bałtyckich,
- Stowarzyszenie Gmin i Powiatów Pomorza Środkowego[98],
- Nowa Hanza,
- Stowarzyszenia Euroregionu Pomerania.

Urząd Miasta w Koszalinie zarządzany jest zgodnie z międzynarodowymi standardami określonymi w normach ISO 9001.

### Podział administracyjny

Osiedla Koszalina (2023 rok)

Koszalin utworzył 18 jednostek pomocniczych miasta, zwanych osiedlami. W każdym z nich mieszkańcy wybierają radę osiedla, która liczy 15 członków. Rada wybiera organ wykonawczy – zarząd osiedla, w skład którego wchodzi przewodniczący, wiceprzewodniczący i sekretarz. Przewodniczący zarządu osiedla pełni jednocześnie funkcję przewodniczącego rady osiedla.
Osiedla samorządowe Koszalina:
1. „Bukowe”,
2. „Osiedle Jedliny”,
3. „im. Tadeusza Kotarbińskiego”,
4. „Lechitów”,
5. „Lubiatowo”,
6. „Morskie”,
7. „Na Skarpie”,
8. „Nowobramskie”,
9. „Rokosowo”,
10. „im. Jana i Jędrzeja Śniadeckich”,
11. „Śródmieście”,
12. „Tysiąclecia”,
13. „im. Melchiora Wańkowicza”,
14. „Wspólny Dom”,
15. „Unii Europejskiej”,
16. „Raduszka”,
17. „Jamno–Łabusz”,
18. „Kretomino”[102].

Do 31 stycznia 2023 roku odbywają się konsultacje społeczne dotyczące utworzenia jednostki pomocniczej – Osiedle "Kretomino" oraz zmiany granic obecnego osiedla "Nowobramskie". Jest to związane ze zmianą granic administracyjnych Miasta Koszalin, która nastąpiła 1 stycznia 2023 roku.

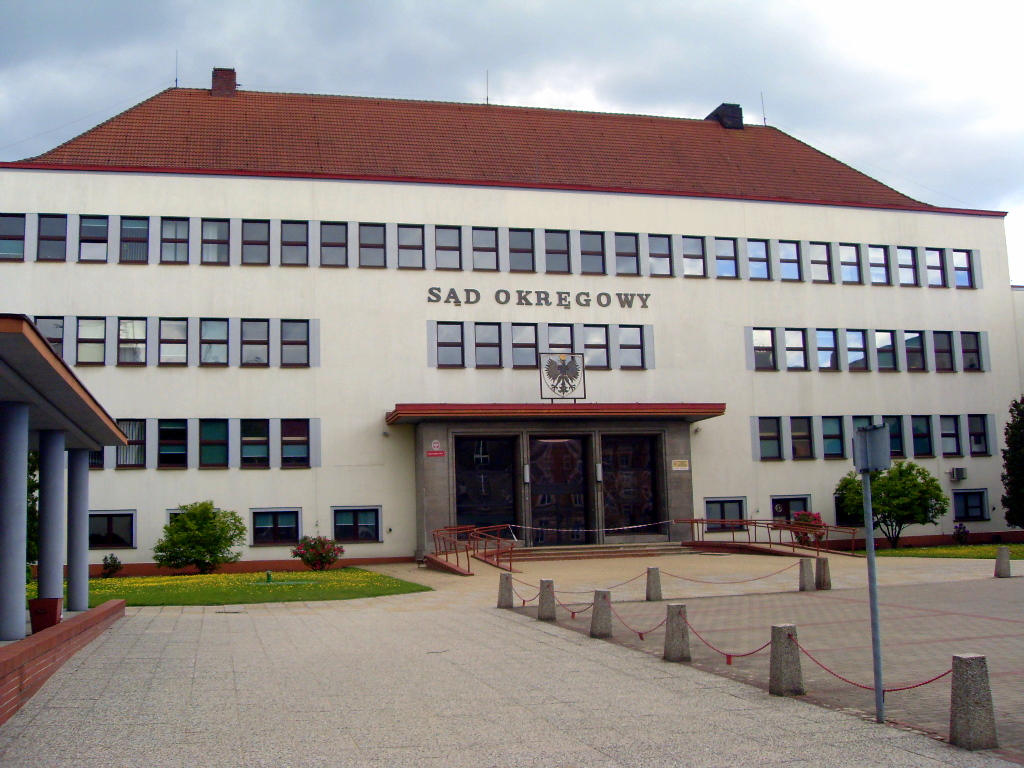
Sąd Okręgowy

### Instytucje państwowe
Koszalin jest siedzibą władz powiatu koszalińskiego (gminy poza Koszalinem). Mieści się w nim wydział zamiejscowy urzędu marszałkowskiego, delegatura urzędu wojewódzkiego, sąd okręgowy, Regionalne Centrum Informacji Europejskiej, urząd celny, a także Zachodniopomorski Zarząd Dróg Wojewódzkich.
Miasto jest obszarem właściwości miejscowej Samorządowego Kolegium Odwoławczego w Koszalinie.

### Reprezentanci mieszkańców
Mieszkańcy Koszalina wybierają radnych do sejmiku województwa w okręgu IV. Posłów na Sejm wybierają z okręgu wyborczego nr 40, senatora z okręgu wyborczego nr 100.
W Koszalinie znajdują się 4 biura poselskie: Stanisława Gawłowskiego (PO), Jana Kuriaty (PO), Danuty Olejniczak (PO), Stanisława Wziątka (SLD) oraz 2 biura senatorskie: Grażyny Sztark (PO), Piotra Zientarskiego (PO).
Przy wyborach do Parlamentu Europejskiego, Koszalin znajduje się w okręgu wyborczym nr 13. W mieście znajduje się jedno biuro posła PE, tj. Zdzisława Chmielewskiego (PO).

### Współpraca międzynarodowa
Następujące miasta i gminy są partnerskimi dla Koszalina:
- Albano Laziale (Włochy) od 2008
- Berlin Tempelhof-Schöneberg (Niemcy) od 1995
- Bourges (Francja) od 1999
- Fuzhou (Chiny) od 2007
- Gladsaxe (Dania) od 1990
- Iwano-Frankiwsk (Stanisławów) (Ukraina) od 2010
- Kristianstad (Szwecja) od 2004
- Neubrandenburg (Niemcy) od 1987
- Neumünster (Niemcy) od 1990
- Schwedt/Oder (Niemcy) od 2004
- Seinäjoki (Finlandia) od 1988
- Troki (Litwa) od 2019

Dawne miasta partnerskie:
- Lida (Białoruś) od 1993. Współpracę zerwano po rosyjskiej agresji na Ukrainę w 2022 roku[106].

## Bezpieczeństwo

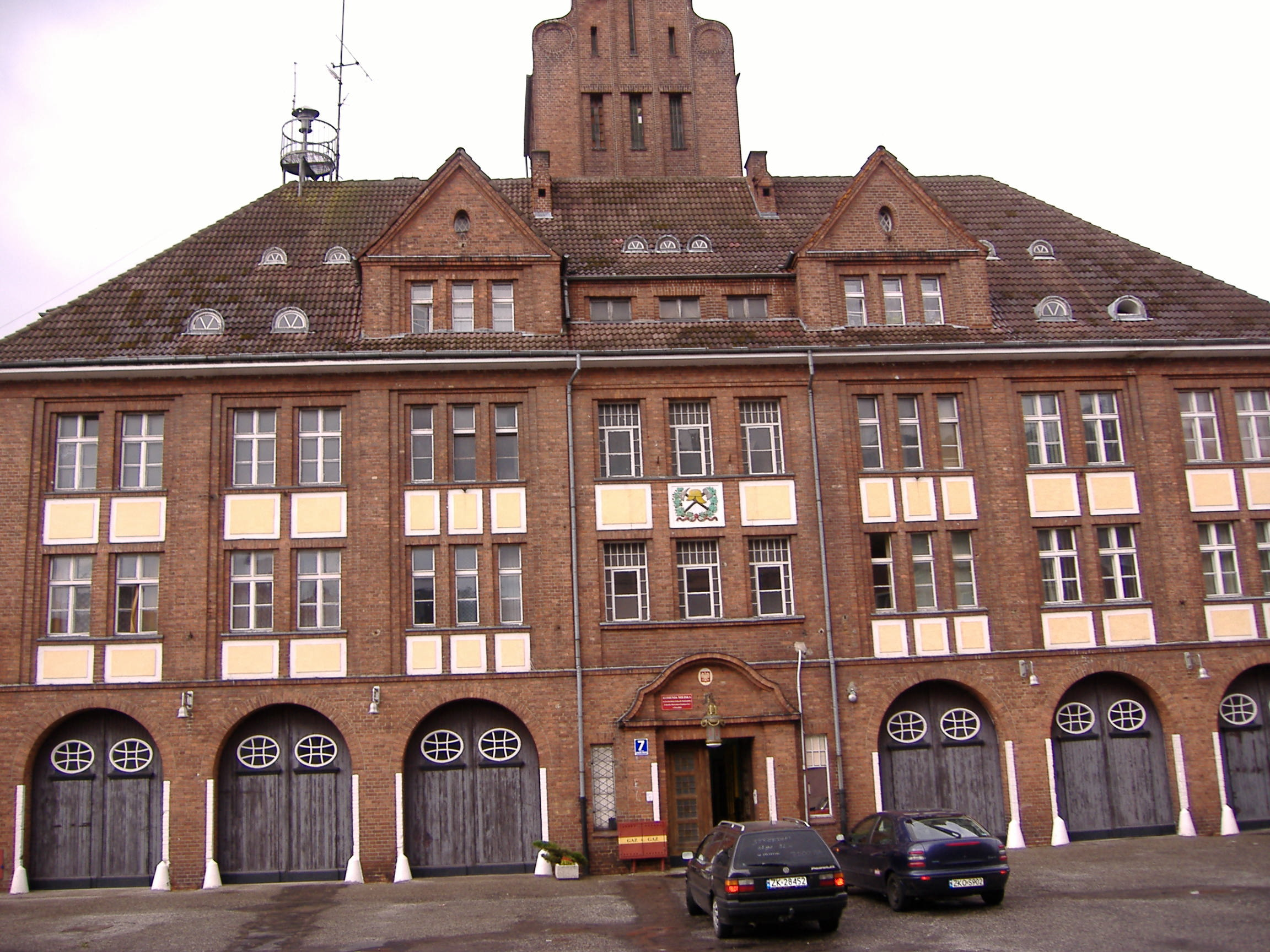
Miejska Komenda PSP

W mieście znajduje się Miejska Komenda Policji, której obszarem działania jest Koszalin oraz powiat koszaliński. Miasto posiada dwa komisariaty policji, które oprócz terenów Koszalina obejmują obszar działania powiatu koszalińskiego. Komisariat Policji I obejmuje swym działaniem północno-wschodnią część miasta, natomiast Komisariat Policji II część południowo-zachodnią. Zarówno pierwszy rewir, jak i drugi przyporządkowany jest 9 dzielnicowym. Ponadto MKP w Koszalinie posiada 4 sekcje (prewencji, ruchu drogowego, kryminalna, do walki z korupcją i przestępczością gospodarczą) oraz 7 zespołów administracyjnych.
Miasto jest położone w strefie nadgranicznej i zasięgiem służbowym obejmuje je placówka Straży Granicznej w Kołobrzegu z Morskiego Oddziału SG.
W Koszalinie mieści się Komenda Miejska Państwowej Straży Pożarnej. Miasto posiada dwie jednostki ratowniczo-gaśnicze PSP, a także jedną jednostkę Wojskowej Straży Pożarnej z JW 1223. W mieście działają jeszcze dwie jednostki Ochotniczej Straży Pożarnej, tzn. OSP PKS Koszalin oraz OSP ORW Klub Płetwonurków „Mares”, który działa w strukturach krajowego systemu ratowniczo-gaśniczego PSP.
Koszalin posiada straż miejską, do której zakresu działań należą przede wszystkim sprawy dotyczące czystości i porządku na terenie miasta. Zadania te wykonywane są w trakcie działań operacyjno-prewencyjnych oraz przy realizacji programów z zakresu bezpieczeństwa.

### Wojsko w Koszalinie
Przyjmuje się, iż charakter miasta garnizonowego Koszalin miał od pierwszej połowy XVIII wieku – kiedy to w mieście były dyslokowane jednostki armii pruskiej.
Po I wojnie światowej w wyniku ograniczeń wynikających z postanowień traktatu wersalskiego w mieście była rozmieszczona stosunkowo niewielka liczba żołnierzy niemieckich.
Od 1945 roku w Koszalinie stacjonuje Wojsko Polskie. Jako pierwsze były dyslokowane w mieście jednostki 1 Warszawskiej Dywizji Kawalerii. Dynamiczny rozwój garnizonu koszalińskiego miał miejsce od 1948 roku. Wówczas w Koszalinie została utworzona Oficerska Szkoła Artylerii Przeciwlotniczej, której w 1967 roku nadano status wyższej uczelni wojskowej. Jednostka była kilkakrotnie przekształcana i obecnie funkcjonuje jako Centrum Szkolenia Sił Powietrznych im. Romualda Traugutta.
W Koszalinie w okresie powojennym stacjonowały dowództwa kilku związków taktycznych:
- 8 Drezdeńskiej Dywizji Piechoty, przeformowanej kolejno w 8 Drezdeńską Dywizję Zmechanizowaną, następnie w 8 Bałtycką Dywizję Obrony Wybrzeża (rozformowaną z końcem 2001 roku);
- 16 Dywizji Artylerii Przeciwlotniczej (istniejącej do 1963 roku);
- jednostki Wojsk Ochrony Pogranicza, w 1948 roku przeformowanej w brygadę, która istniała do 1990 roku. Obecnie po rozwiązaniu formacji w koszarach funkcjonuje Centralny Ośrodek Szkolenia Straży Granicznej.

Ogólnie w całym okresie powojennym w Koszalinie stacjonowało kilkadziesiąt różnych jednostek i instytucji wojskowych zarówno podporządkowanych Ministerstwu Obrony Narodowej, jak i z pionu Ministerstwa Spraw Wewnętrznych. Krótki czas po zakończeniu działań wojennych Koszalin był siedzibą dowództwa Okręgu Wojskowego, przebazowanego następnie do Bydgoszczy. Również w pierwszych latach po wojnie w Koszalinie stacjonowała Oficerska Szkoła Samochodowa następnie przeniesiona do Piły.

## Wspólnoty wyznaniowe

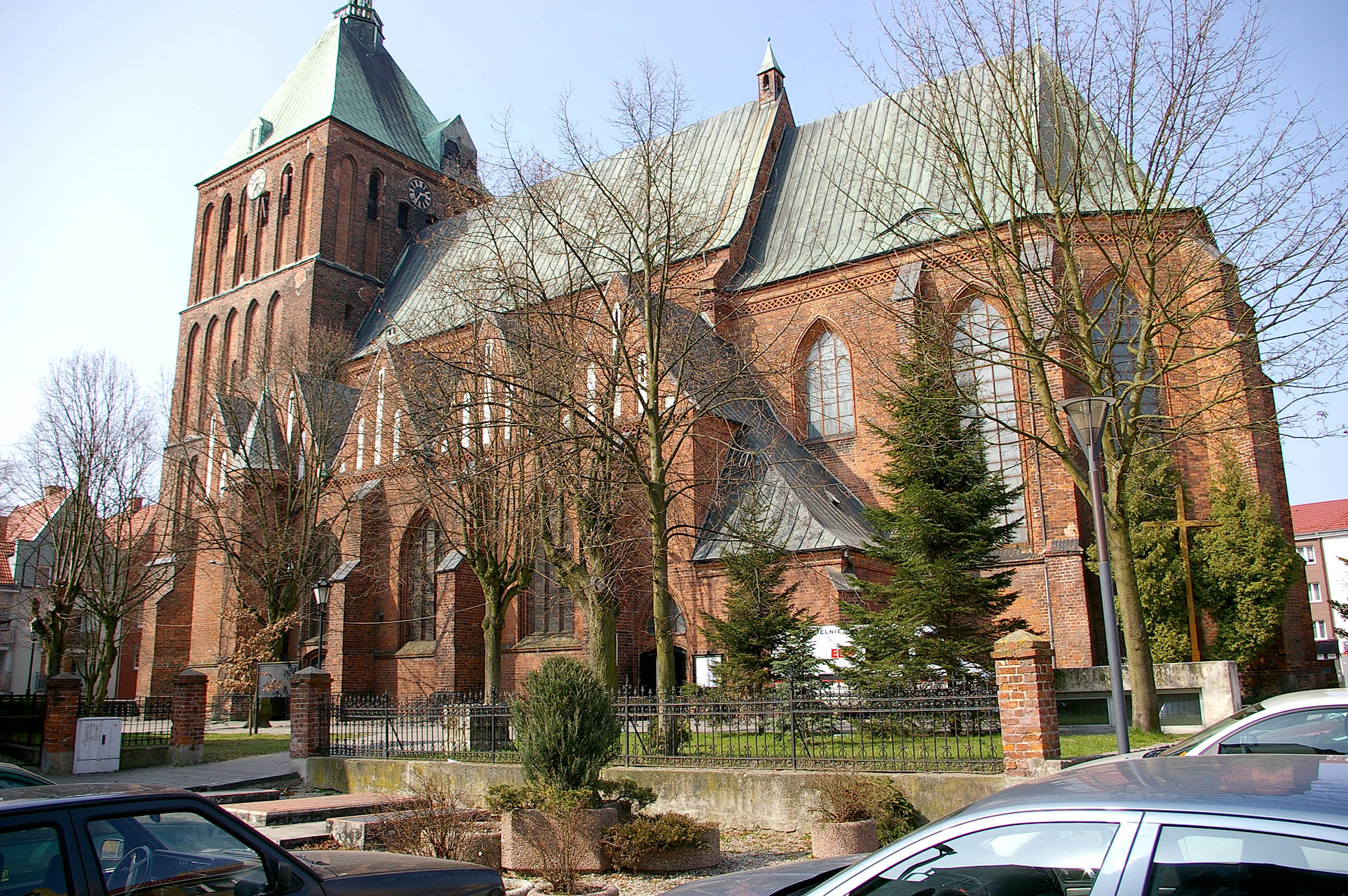
Katedra Niepokalanego Poczęcia NMP

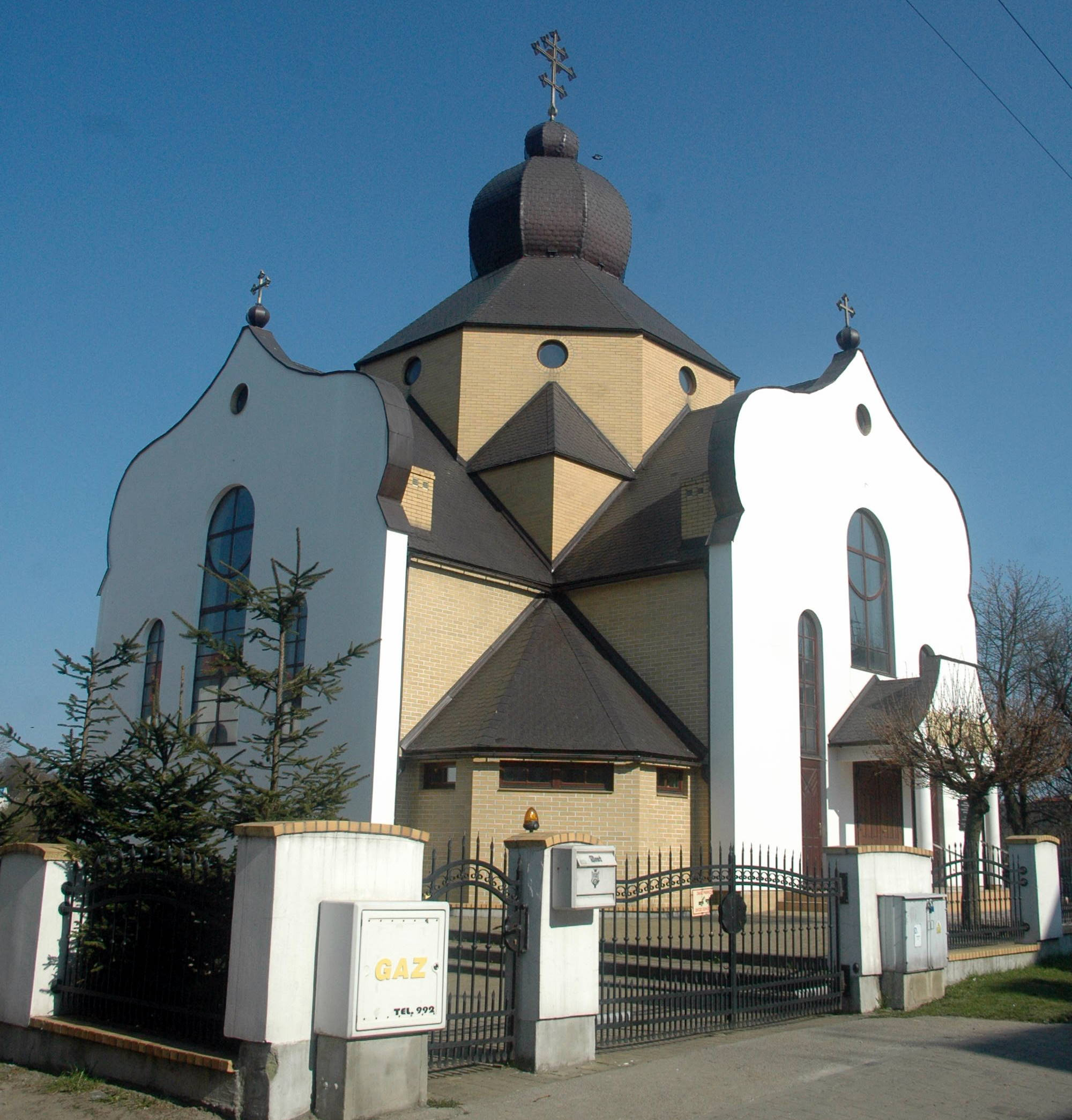
Cerkiew greckokatolicka Zaśnięcia Najświętszej Bogurodzicy

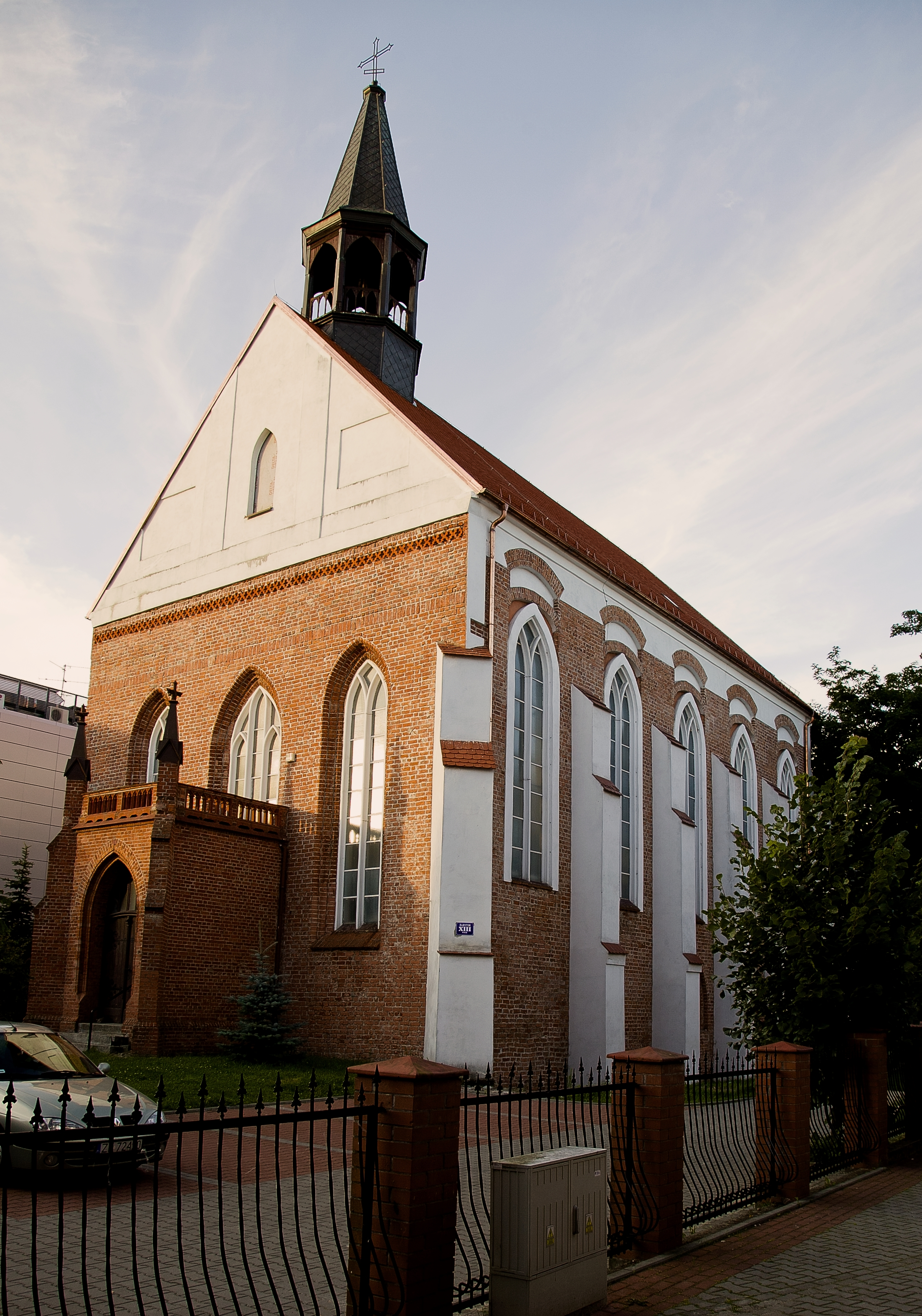
Cerkiew prawosławna Zaśnięcia Najświętszej Maryi Panny

### Katolicyzm
Od XII do XVI wieku Góra Chełmska była miejscem kultu chrześcijańskiego. Na początku XIII wieku powstało sanktuarium maryjne.
Miasto jest siedzibą diecezji koszalińsko-kołobrzeskiej Kościoła rzymskokatolickiego. Koszalin posiada 8 parafii, które wchodzą w skład dekanatu Koszalin. Miasto posiada także parafię garnizonową pw. św. siostry Faustyny Kowalskiej. Głównym koszalińskim kościołem rzymskokatolickim jest katedra Niepokalanego Poczęcia NMP. W 1981 r. utworzono w Koszalinie Wyższe Seminarium Duchowne Diecezji Koszalińsko-Kołobrzeskiej, jednak dopiero po poświęceniu nowego budynku przez Jana Pawła II w 1991 r. miasto stało się siedzibą seminarium. W mieście znajduje się 1 męskie zgromadzenie zakonne franciszkanów (w parafii pw. Podwyższenia Krzyża Świętego) oraz 4 zakony żeńskie: felicjanki, franciszkanki Rodziny Maryi, pallotynki, siostry szensztackie. Od 25 listopada 2020 roku miasto jest także drugą stolicą eparchii wrocławsko-koszalińskiej.
- grekokatolicy – parafia greckokatolicka pw. Zaśnięcia Najświętszej Bogurodzicy (cerkiew Zaśnięcia Przenajświętszej Bogurodzicy)[112]

### Prawosławie
- Polski Autokefaliczny Kościół Prawosławny:
  - parafia Zaśnięcia Przenajświętszej Bogurodzicy będąca siedzibą prawosławnego dekanatu Koszalin – Cerkiew Zaśnięcia Najświętszej Maryi Panny[113]

### Protestantyzm
- Centrum Chrześcijańskie Kanaan:

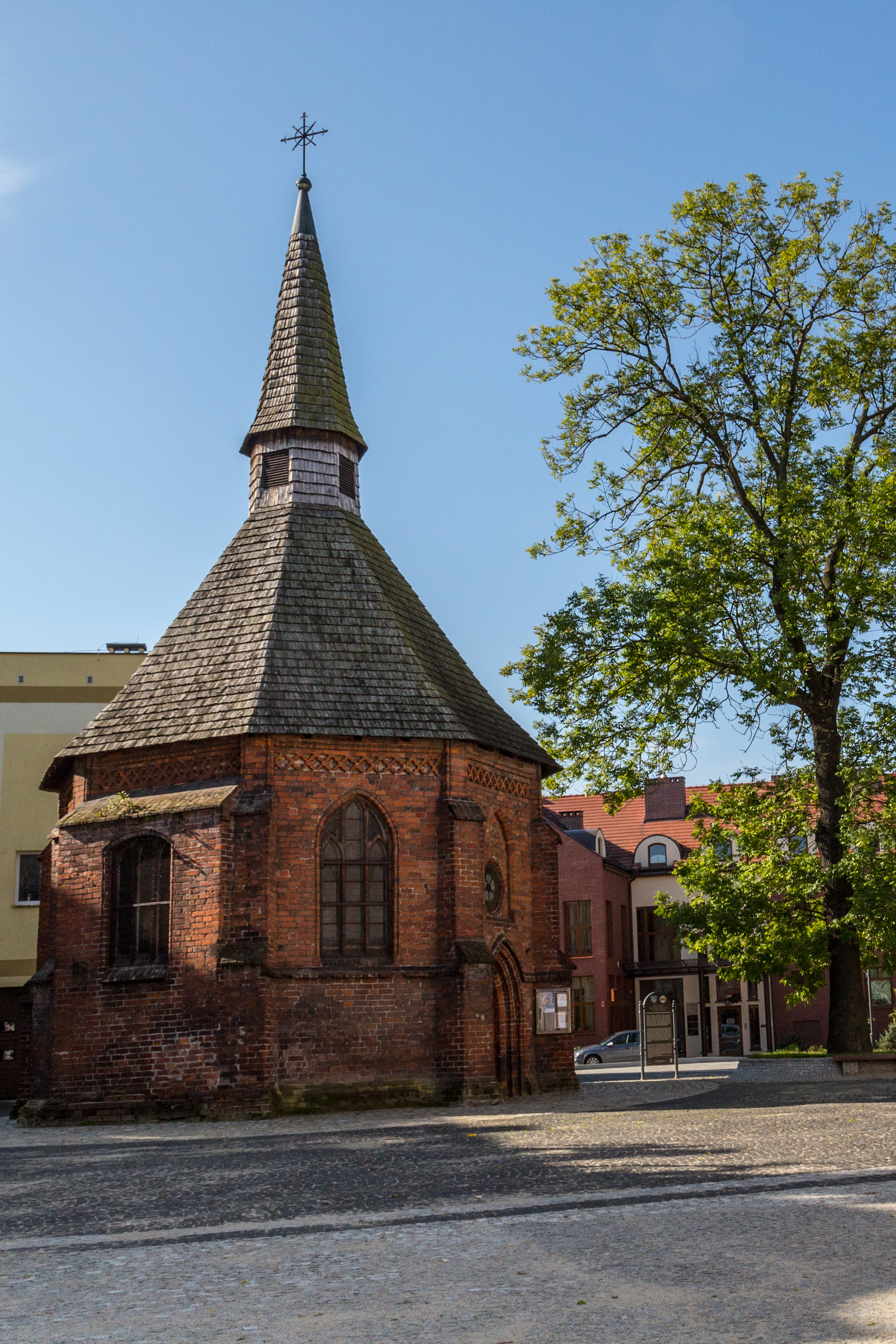
Ewangelicko-augsburska kaplica św. Gertrudy oraz centrum parafialne z kaplicą Jezusa Dobrego Pasterza

  - Kościół Lokalny „Dom Miłosierdzia” w Koszalinie[114]
- Kościół Adwentystów Dnia Siódmego w RP:
  - Zbór Kościoła Adwentystów Dnia Siódmego w Koszalinie[115]
- Kościół Boży w Chrystusie:
  - Centrum Chrześcijańskie „Woda Życia” w Koszalinie[116]
- Kościół Chrześcijan Baptystów w RP:
  - Zbór Kościoła Chrześcijan Baptystów w Koszalinie[117]
- Kościół Ewangelicko-Augsburski w RP:
  - Parafia Ewangelicko-Augsburska w Koszalinie[118]
- Kościół Ewangelicko-Metodystyczny w RP:
  - Parafia Ewangelicko-Metodystyczna w Koszalinie[119]
- Kościół Zielonoświątkowy w RP:
  - Zbór Kościoła Zielonoświątkowego w Koszalinie[120]
- Kościół Chrystusowy w RP:
  - Społeczność Chrześcijańska w Koszalinie[121]
- Kościół Wolnych Chrześcijan w RP:
  - zbór w Koszalinie[122]

### Świadkowie Jehowy
- zbory: Koszalin-Lechicka, Koszalin-Morska, Koszalin-Północ, Koszalin-Rokosowo, Koszalin-Rosyjski, Koszalin-Ukraiński, Koszalin-Wschód; zgromadzające się w 2 Salach Królestwa[123].

### Buddyści
- Buddyjski Związek Diamentowej Drogi Linii Karma Kagyu
  - Buddyjski Ośrodek Medytacyjny Diamentowej Drogi Linii Karma Kagyu[124]

### Judaizm
- Synagoga gminy żydowskiej. Synagoga zbudowana w XIX w. została zniszczona w 1938 r. przez bojówki hitlerowskie w czasie nocy kryształowej.

## Ludzie związani z miastem
- Johannes Micraelius – teolog i historyk;
- Andreas Hakenberger – kompozytor;
- Rudolf Clausius –  fizyk, autor pojęcia entropii i precyzyjnego sformułowania II zasady termodynamiki.

### Honorowi Obywatele Koszalina
- Ignacy Jeż – biskup diecezji koszalińsko-kołobrzeskiej[125]
- Marek Kamiński – polarnik, przedsiębiorca[126]
- Jan Paweł II – nadane jako dowód hołdu dla dokonań i wyraz pamięci o wizycie, najważniejszej w dziejach miasta[127]
- Mirosław Mikietyński – prezydent Koszalina w latach 2002–2010[128]
- Maria Hudymowa – nauczycielka-bibliotekarz, nestorka Pionierów Koszalina[129]
- Gabriela Cwojdzińska – polska pedagog, pianistka, działaczka społeczna, opozycjonistka w okresie PRL, senator I kadencji[130]
- Andrzej Cwojdziński – polski dyrygent, kompozytor i pedagog muzyczny[131]
- Eugeniusz Żuber – koszaliński samorządowiec i społecznik[132]
- Zdzisław Maciejewski – Prof. dr hab. nauk medycznych[133]